# Rudolf Dührkoop

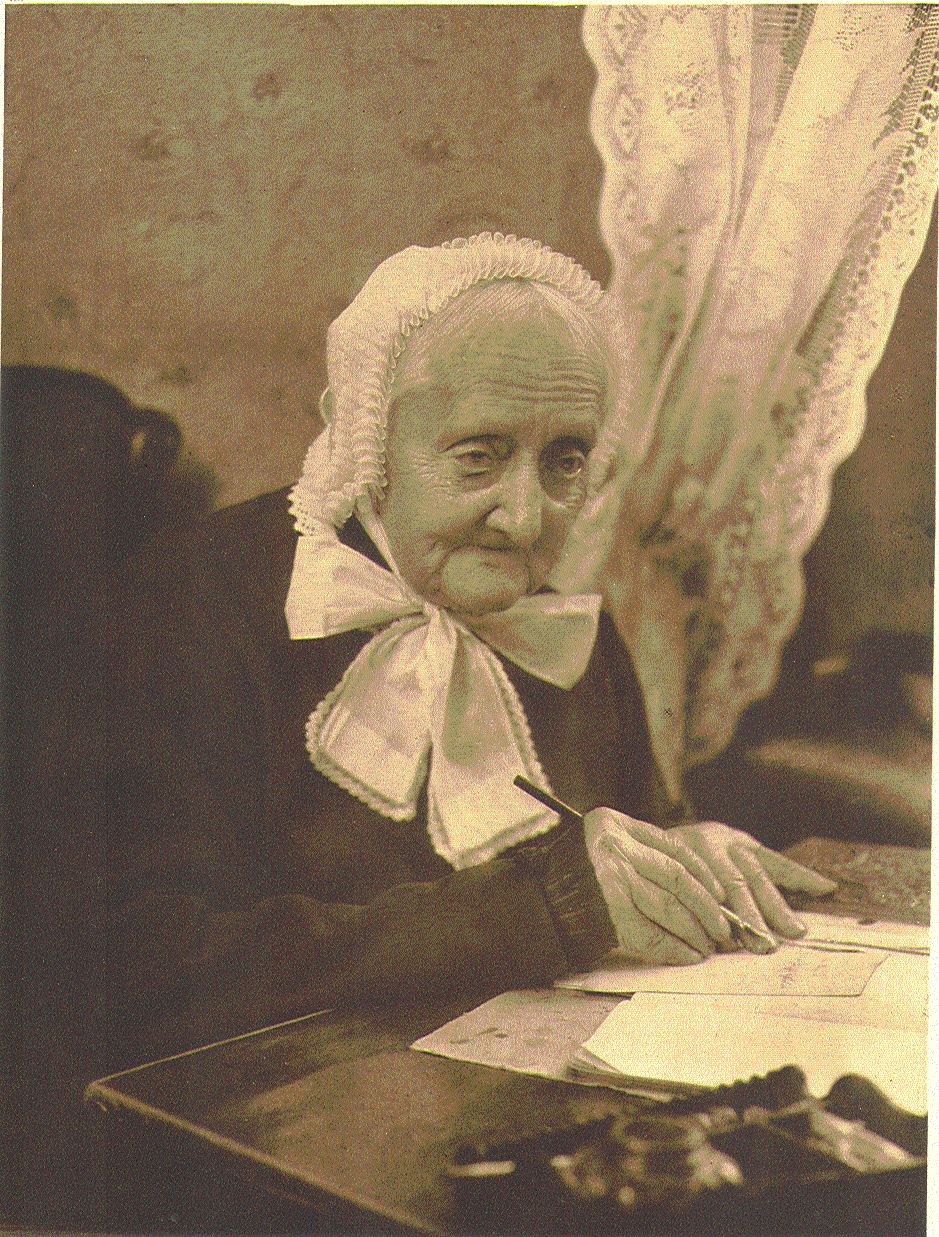
Rudolf Dührkoop: Elise Averdieck 1905

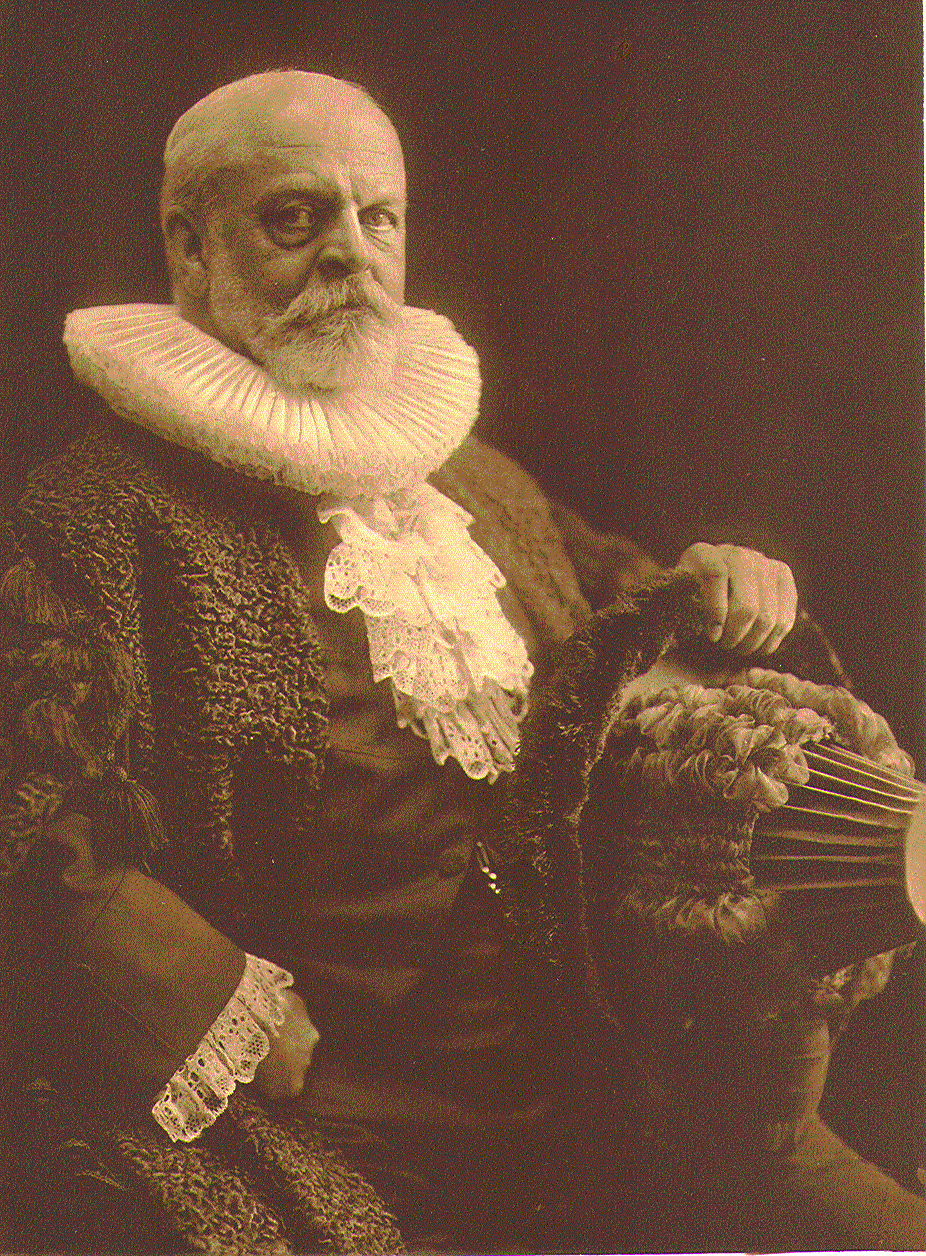
Rudolf Dührkoop: Heinrich Traun 1905

Rudolf Dührkoop (1848 Hamburk – 1918 tamtéž) byl německý portrétní fotograf působící v Hamburku.

## Život a dílo
Pracoval pro železnice a živil se jako obchodník do doby, než jako samouk v Hamburku založil roku 1883 Institut výtvarné fotografie (Kunstphotographisches Institut). Dührkoop začal jako absolutní amatérský fotograf a absolvoval několik přednášek Alfreda Lichtwarka. Se svou společností slavil velmi rychle ekonomický i umělecký úspěch. Stal se známý především svými portréty významných osobností.
Své portrétní fotografie obvykle pořizoval v domácnostech nebo na pracovištích těch, které snímal. Okolo roku 1900 byl Dührkoop na výši své kariéry a slávy. V roce 1904 se mohl zúčastnit světového veletrhu v St. Louis (Louisiana Purchase Exposition), kde se jeho portréty staly mezinárodně uznávanými. V následujících letech zveřejnil několik velmi úspěšných složek a v roce 1909 otevřel další pobočky v Berlíně. Po jeho smrti obchod převzala jeho dcera Julie Wilhelmine zvaná Minya Diez-Dührkoop (1873 – 1929), kterou naučil fotografovat její otec a podílnicí se stala roku 1907 a měla čest pokračovat v této funkci až do své smrti. Diez-Dührkoop byla známá secesní fotografka, která se v Hamburku scházela s výtvarníky, mimo jiné také s Richardem Dehmelem.
Německé ateliéry Rudolfa Dührkoopa, Huga Erfurtha, Erwina Rauppa nebo Nicoly Perscheida měly ve své době a v kontextu česko-německého prostředí významný podíl na uměleckou fotografii.

## Publikace
- Hamburgische Männer und Frauen am Anfang des XX. Jahrhunderts, Mappe, Hamburg 1905
- Mitglieder der Kgl. Akademie der Wissenschaften in Berlin, Mappe, Berlin 1906
- Die Mitglieder der Technischen Hochschule in Berlin, Mappe, Berlin 1907

## Galerie
Portréty z knihy R. Dührkoopa Muži a ženy Hamburku (Hamburgische Männer und Frauen):

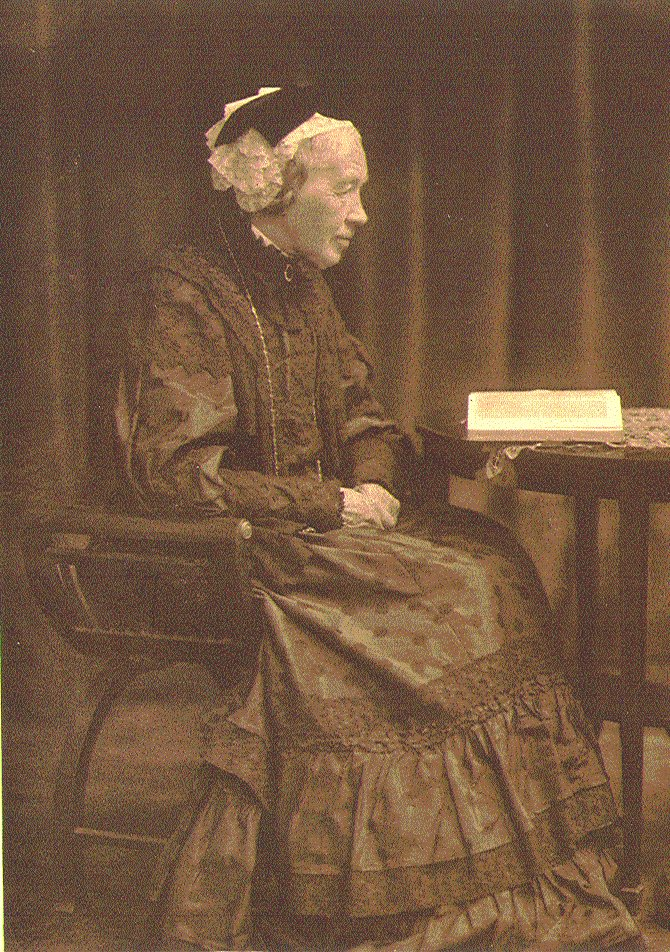
Marie Anna Zarachrias 1905
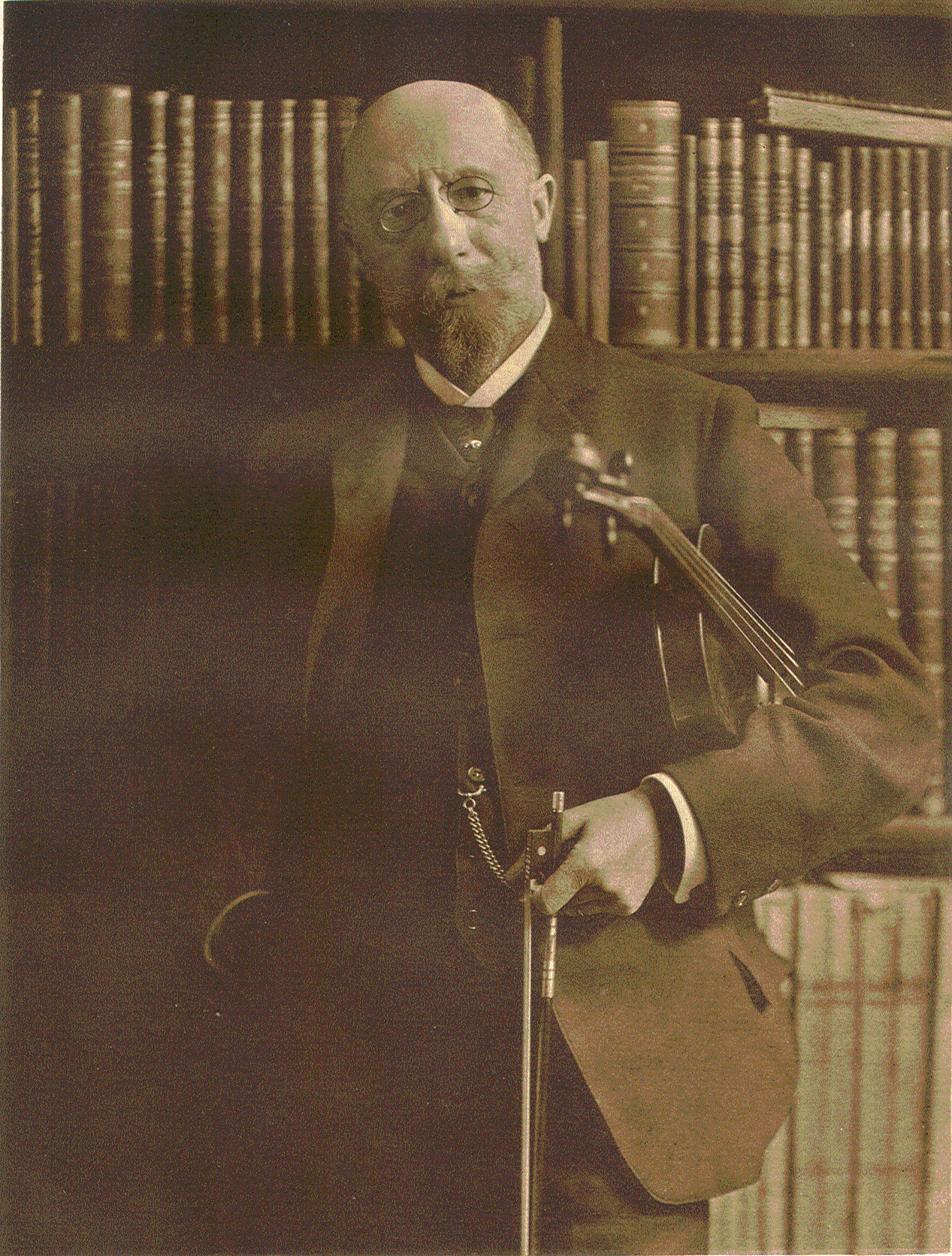
Richard Barth 1905
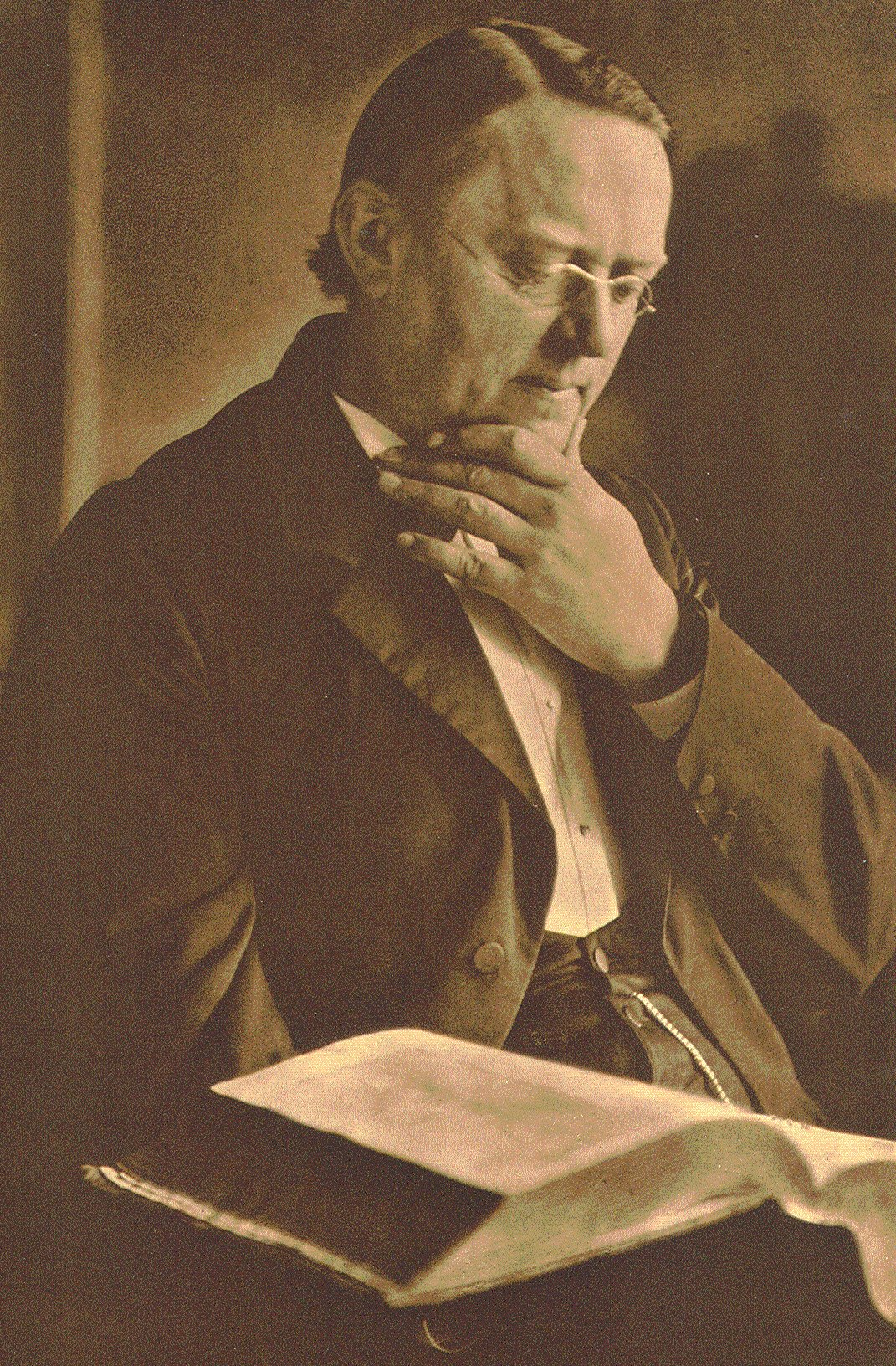
Georg Behrmann, 1905
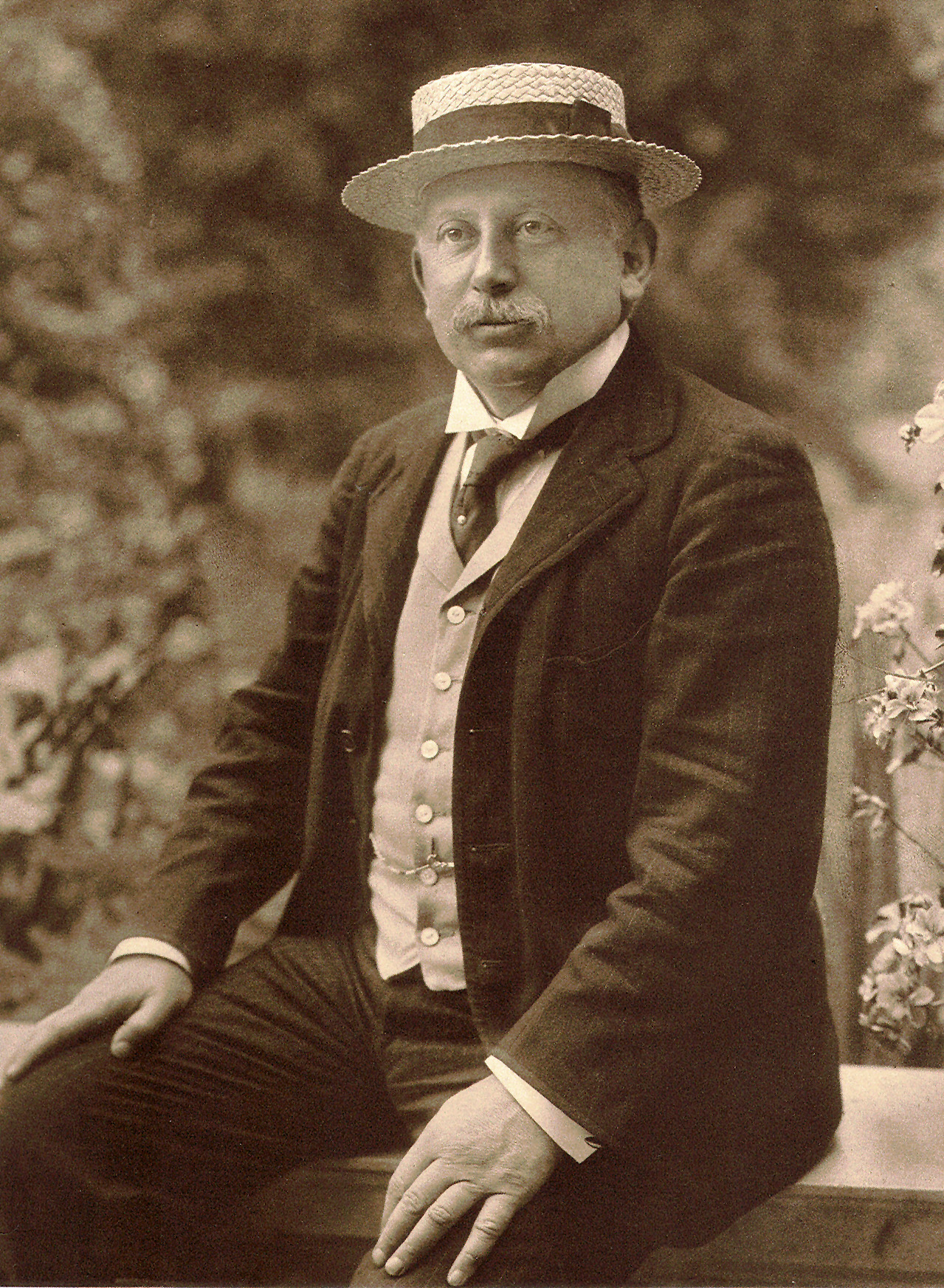
Alfred Beit, 1905
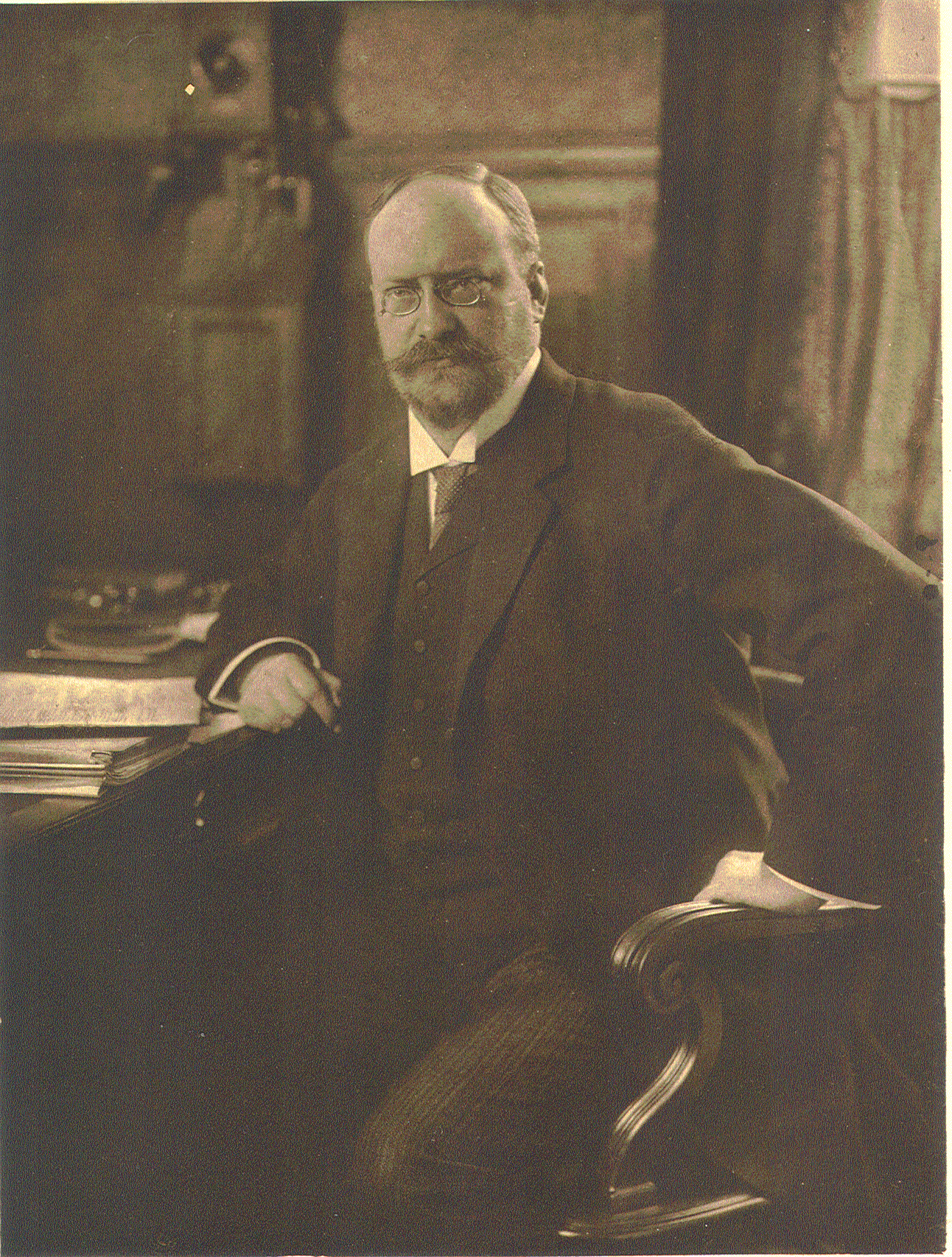
Friedrich Bendixen, 1905
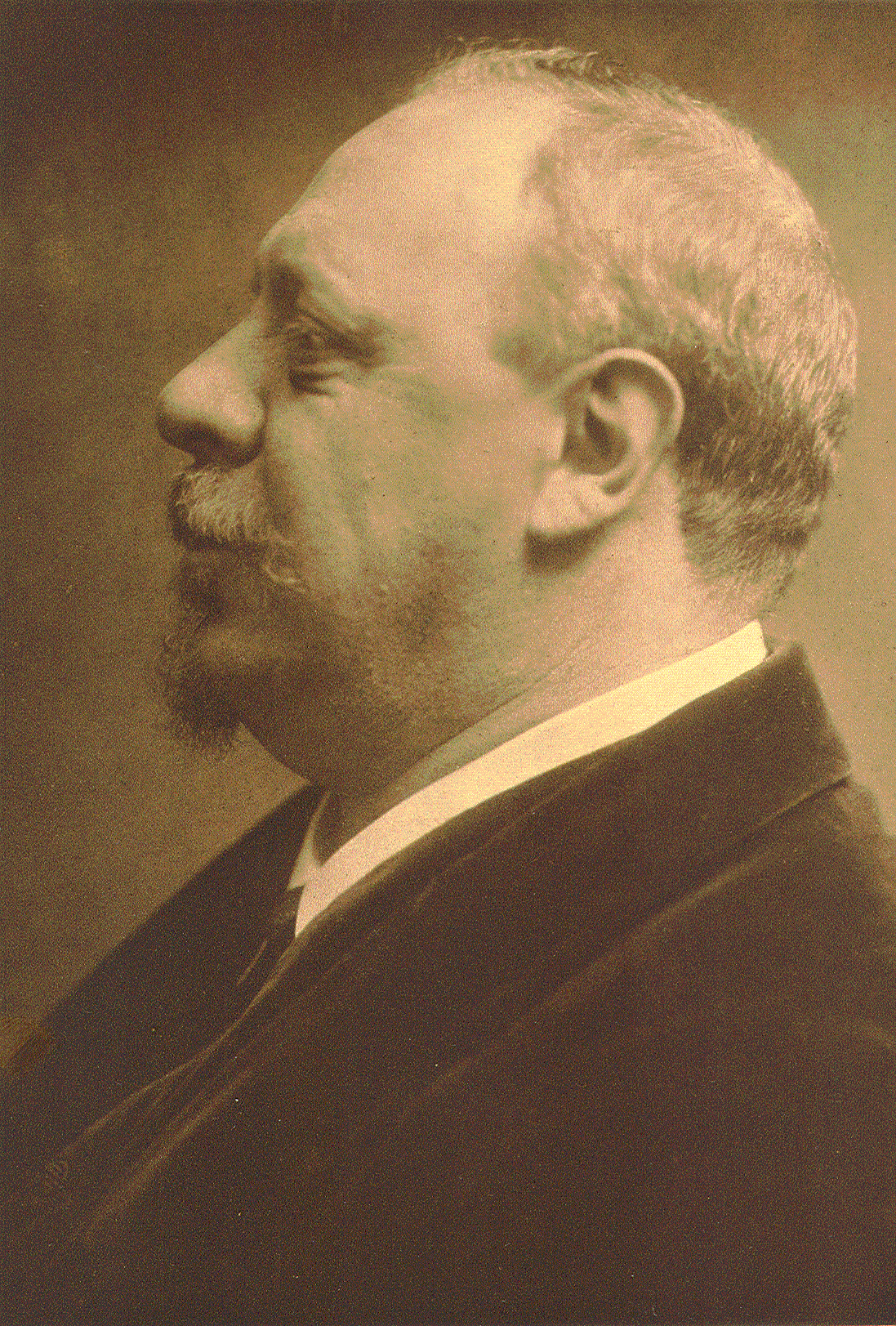
Alfred von Berger, 1905
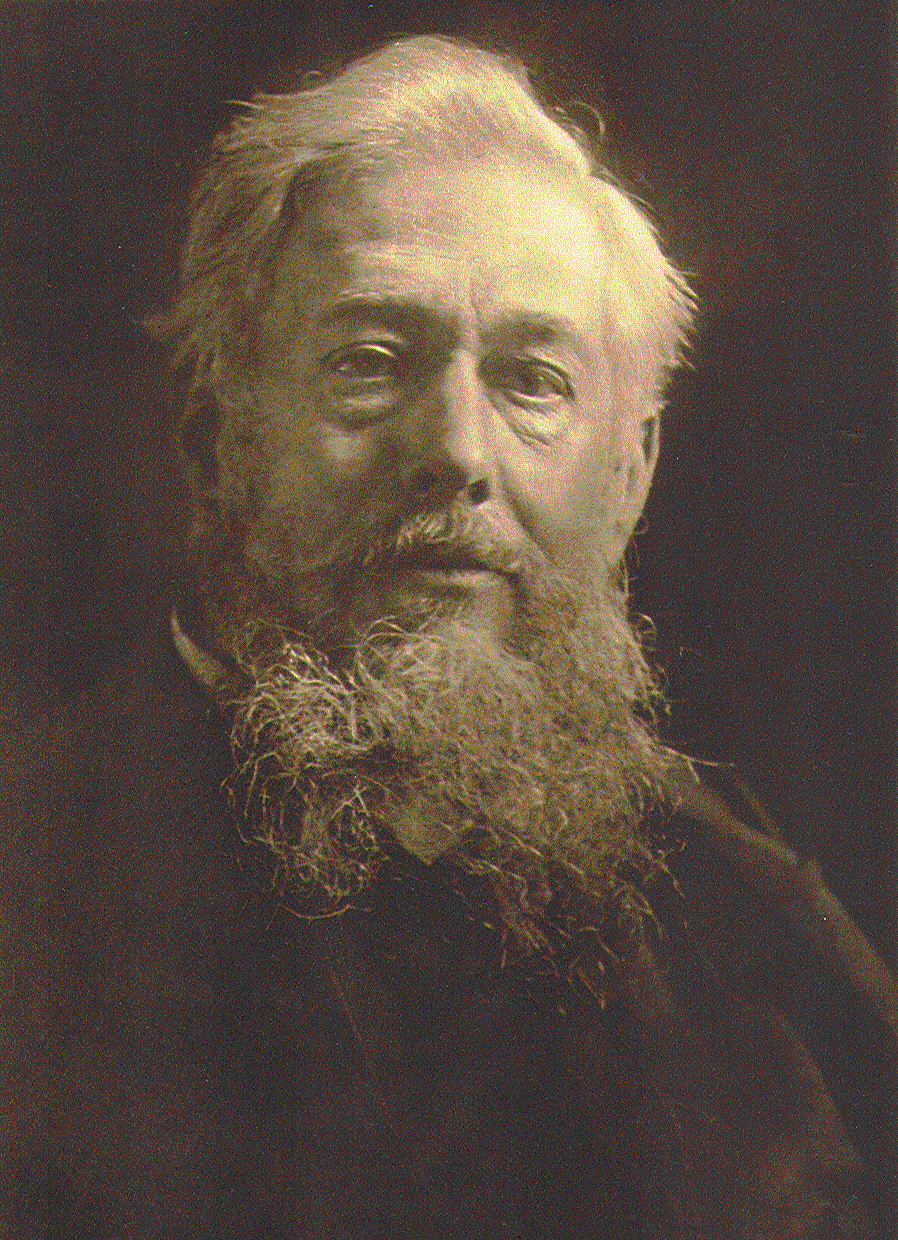
Justus Brinckmann, 1905
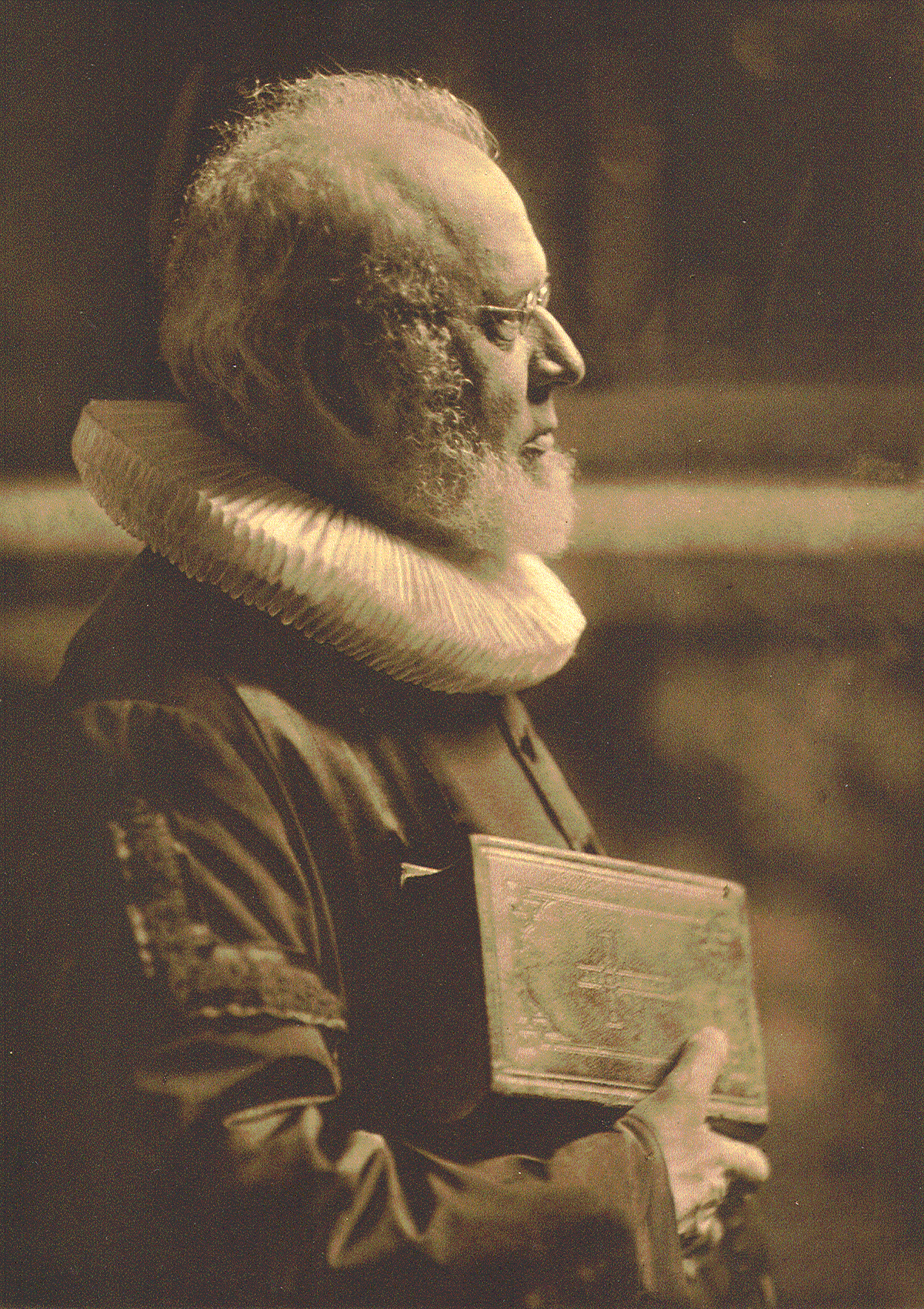
Theodor von Broeker 1905
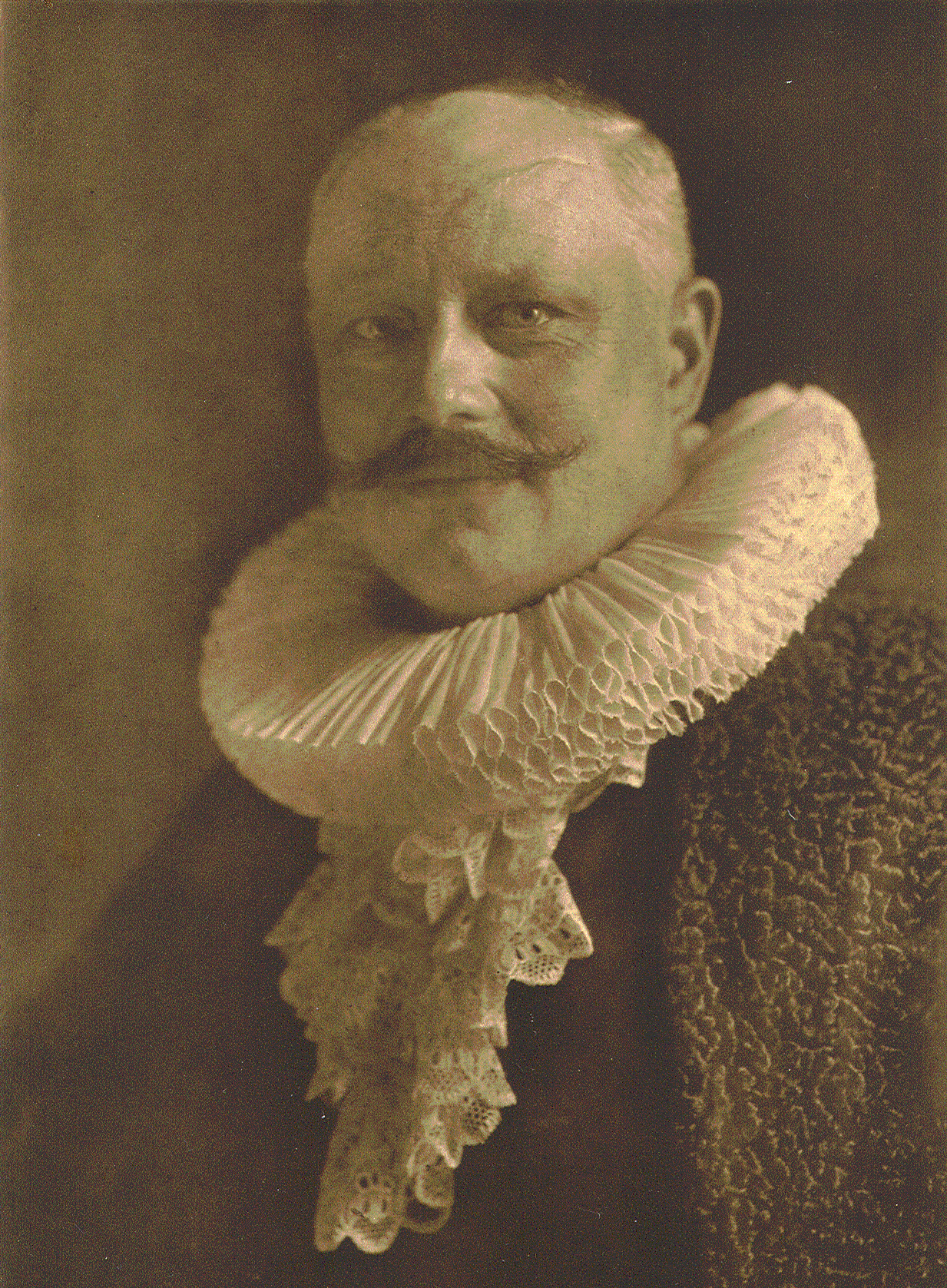
Adolf Buehl, 1905
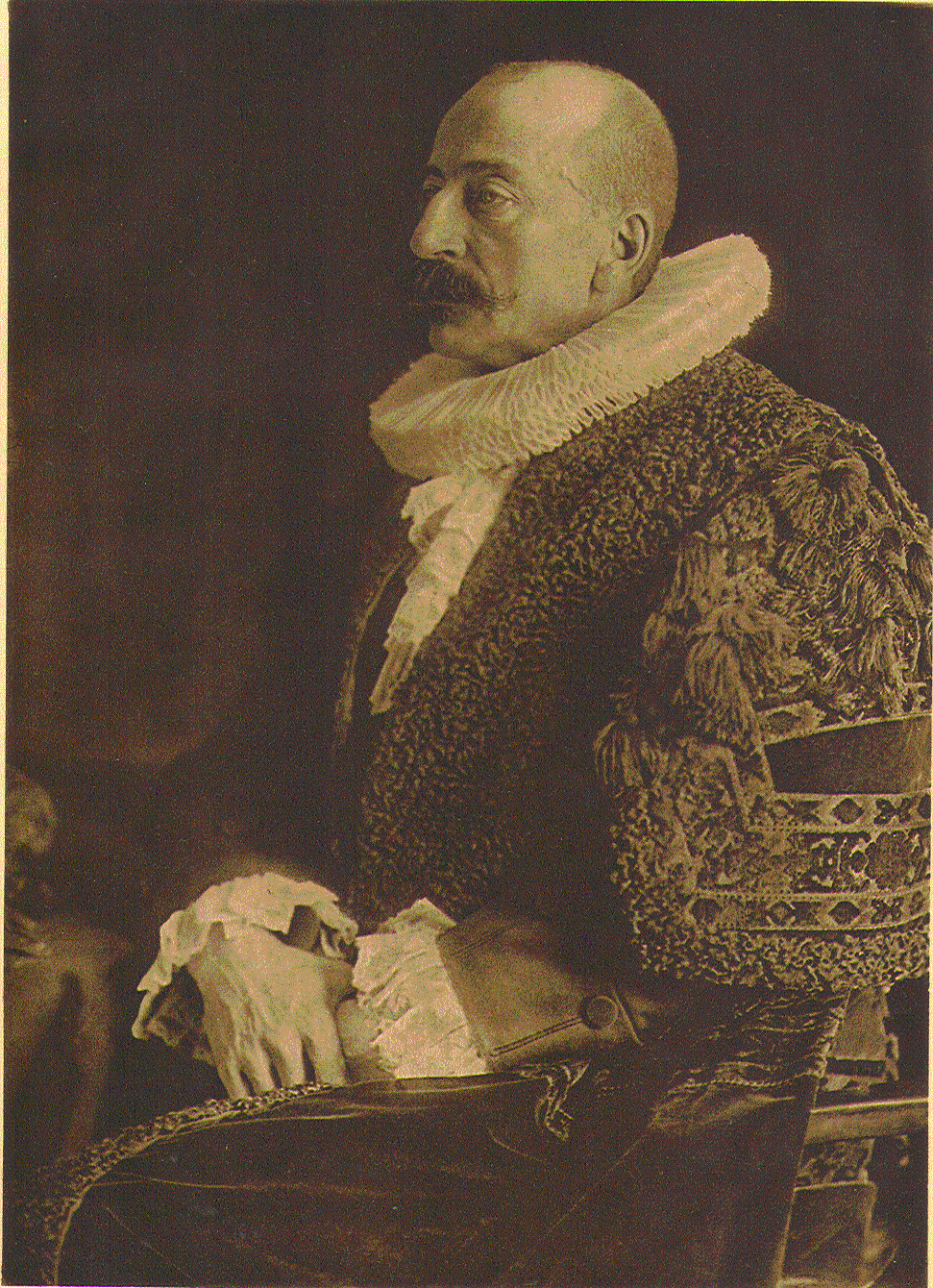
Johann Heinrich Burchard, 1905
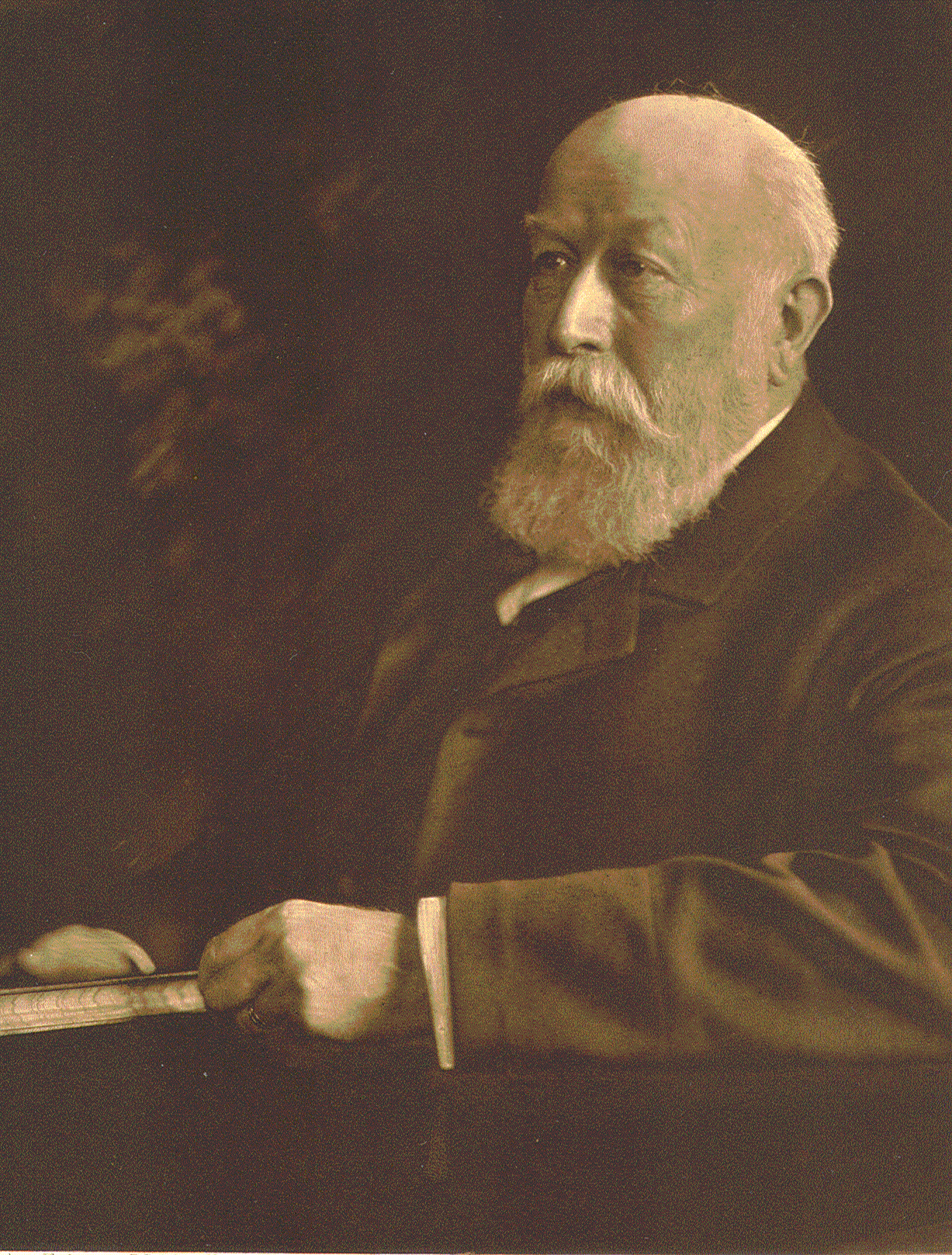
Rudolph Crasemann, 1905
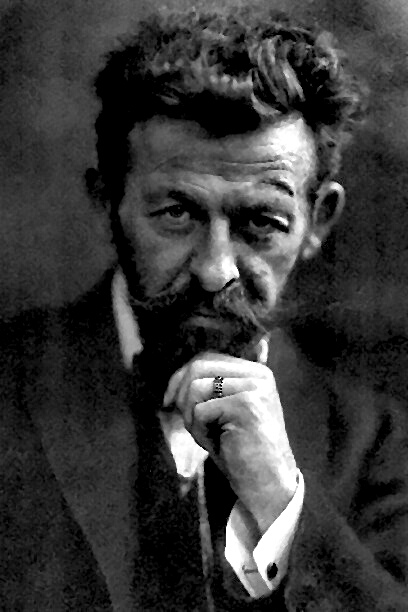
Richard Dehmel, 1905
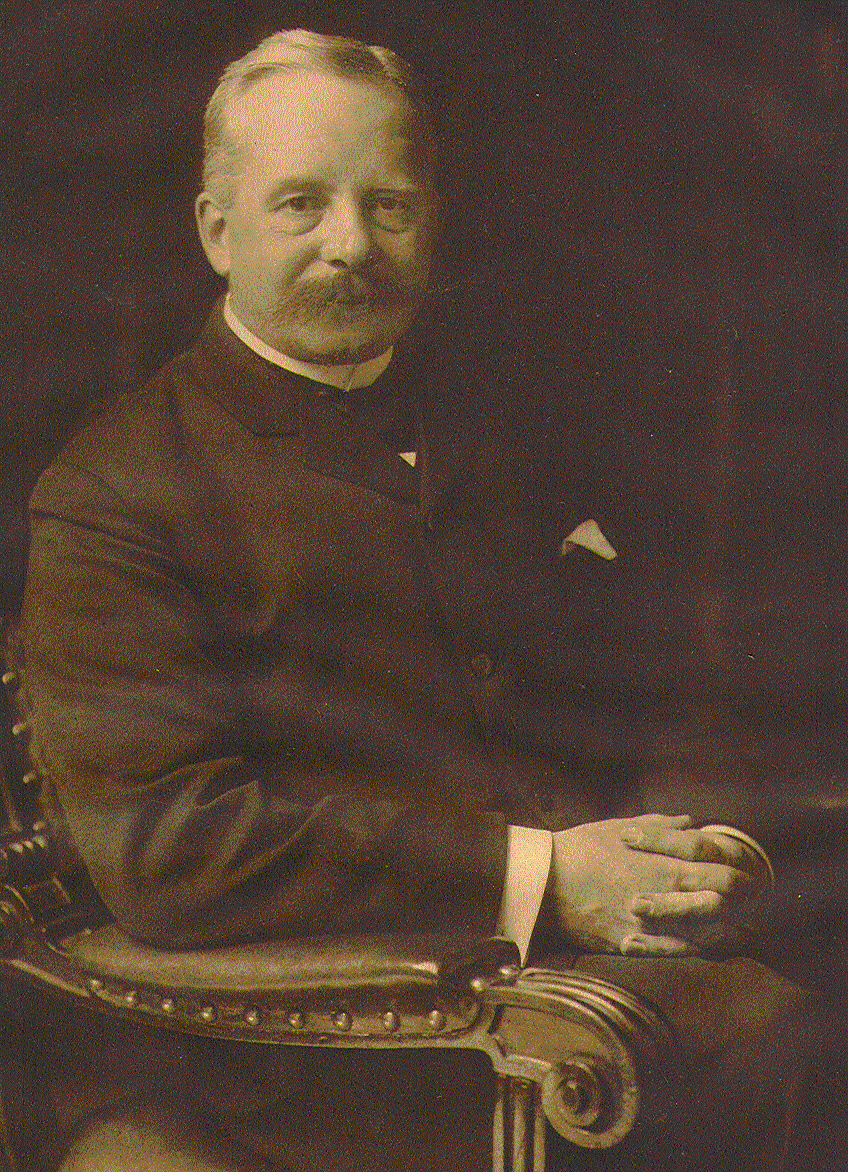
Arnold Diestel, 1905
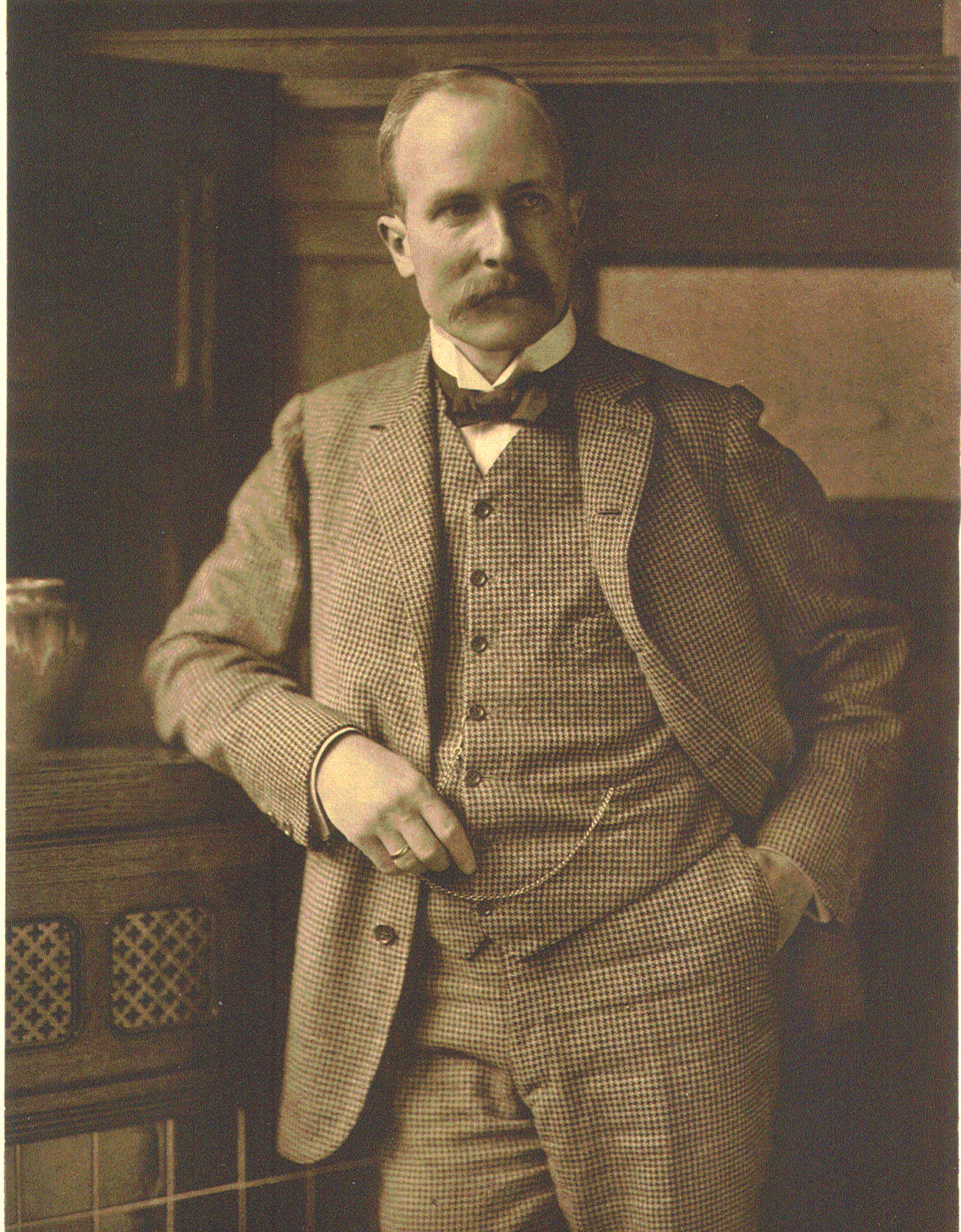
Franz Ferdinand Eiffe, 1905
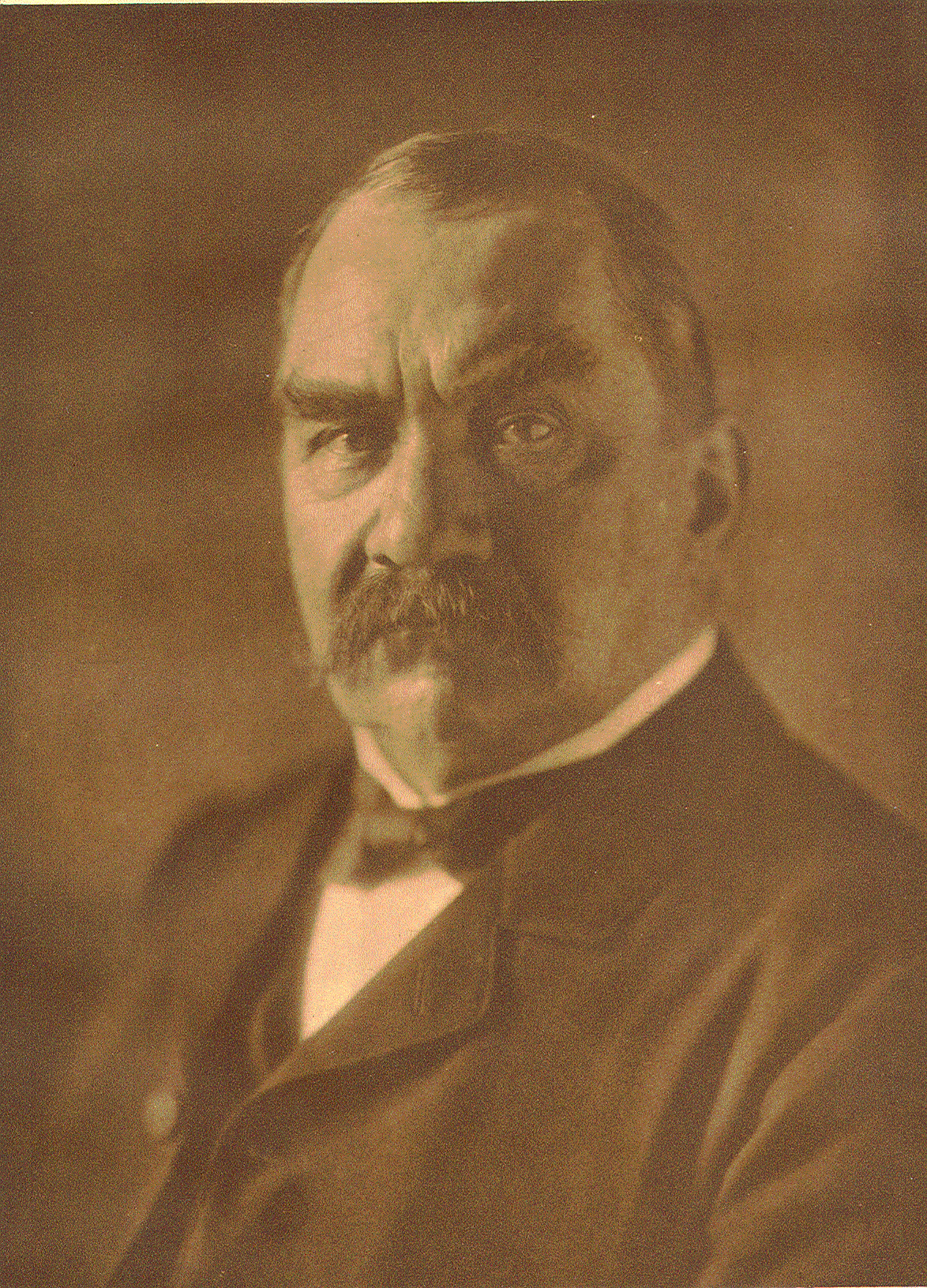
Julius Engel, 1905
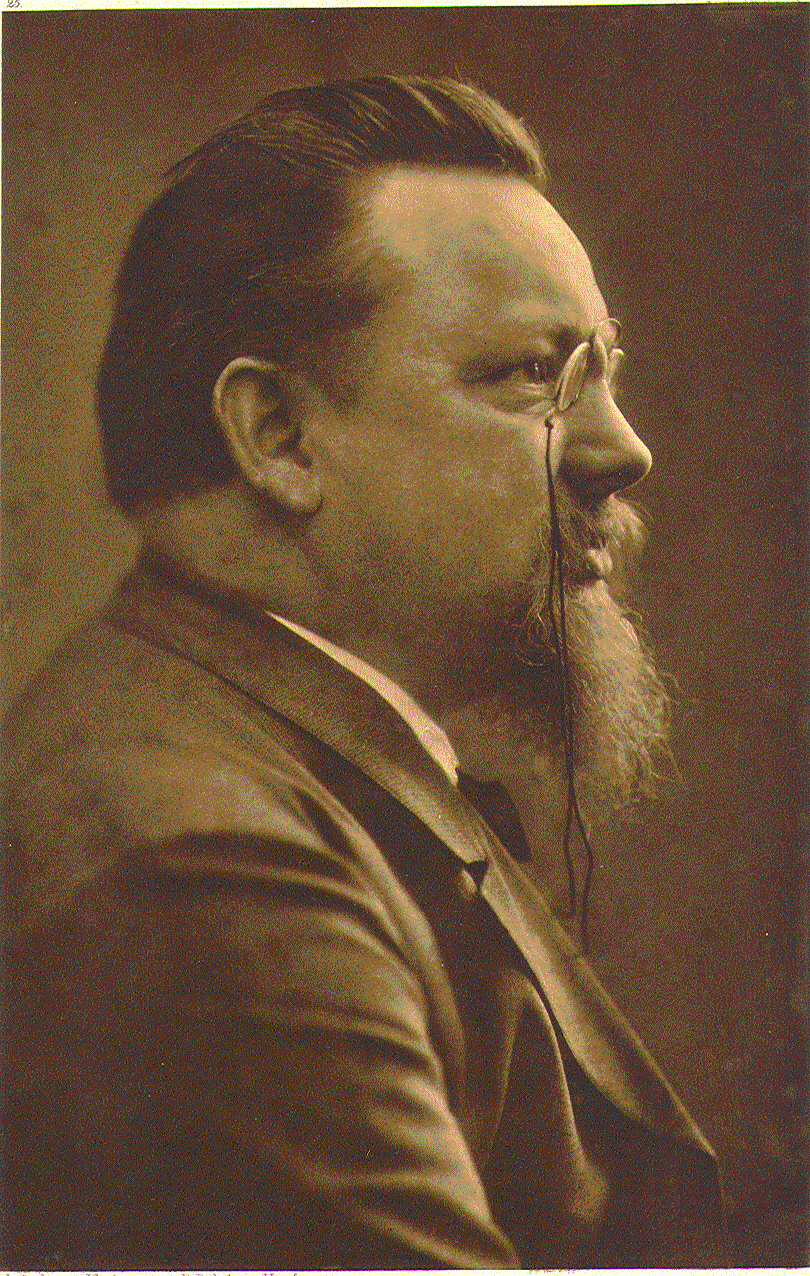
Otto Ernst, 1905
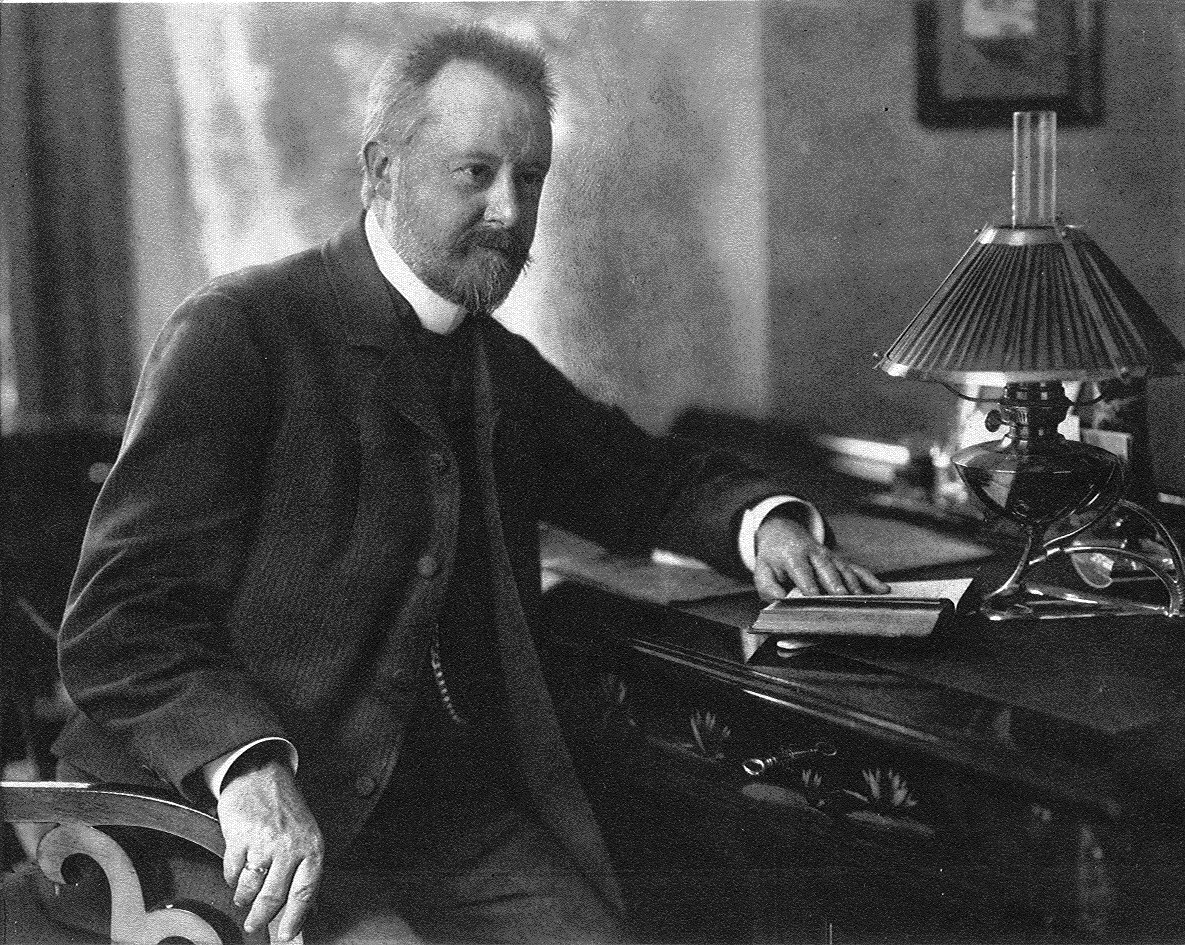
Gustav Falke, 1905
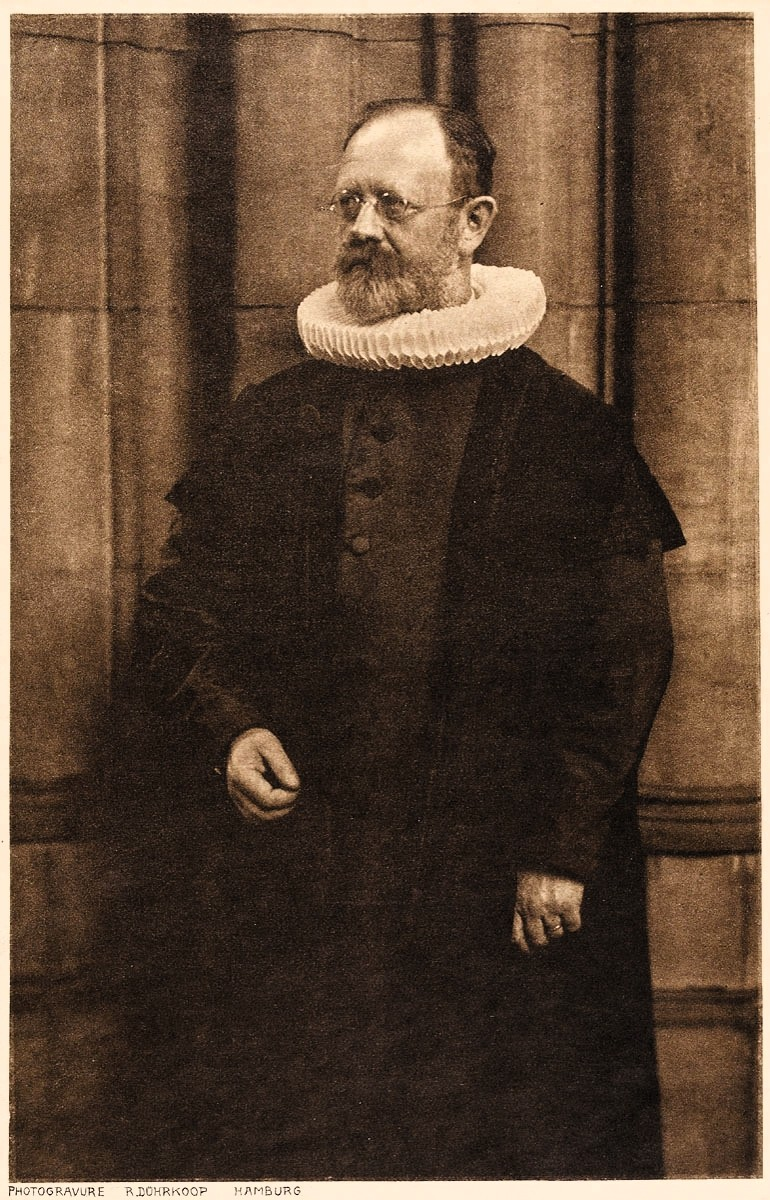
Eduard Grimm 1905
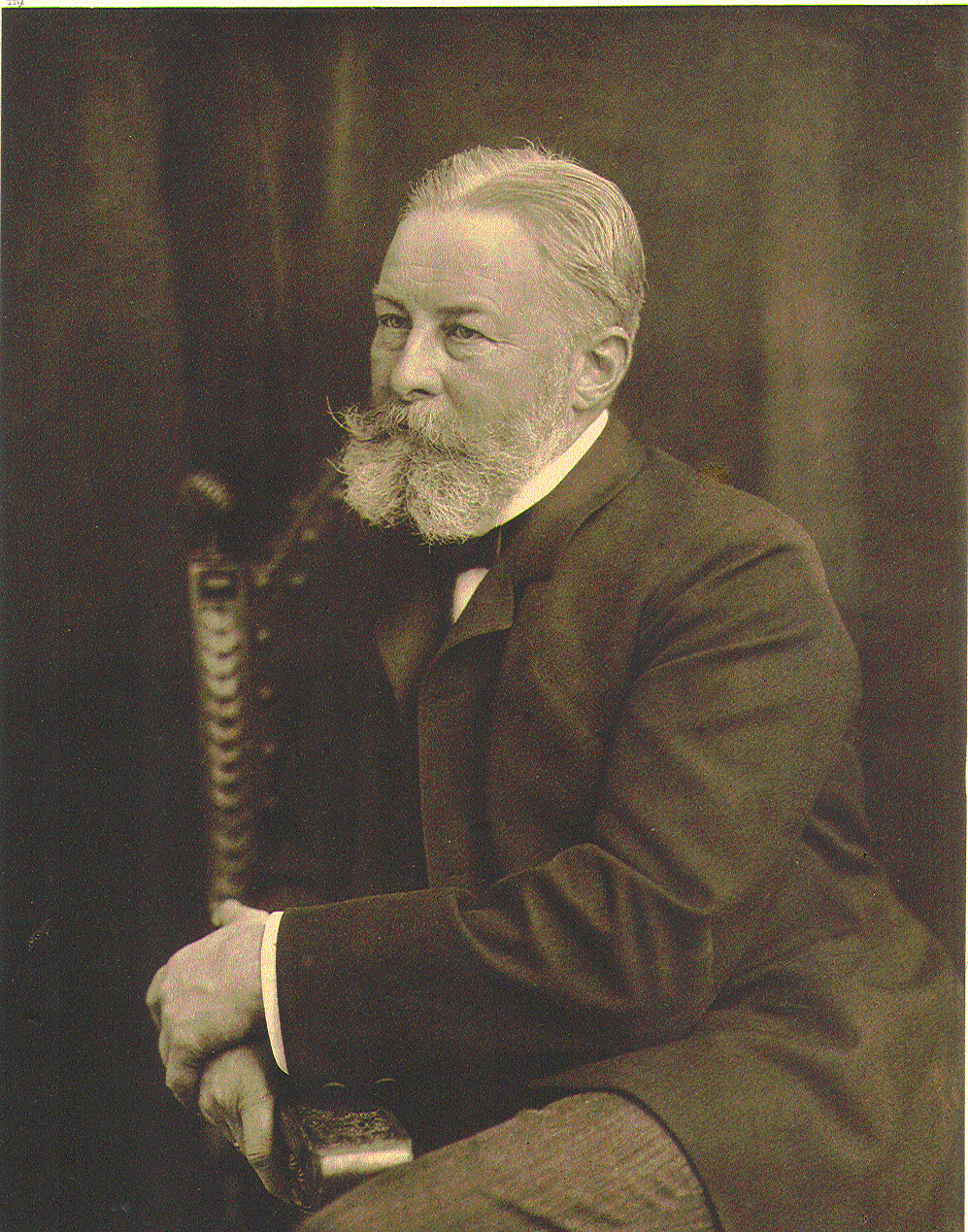
Hugo Groothoff, 1905
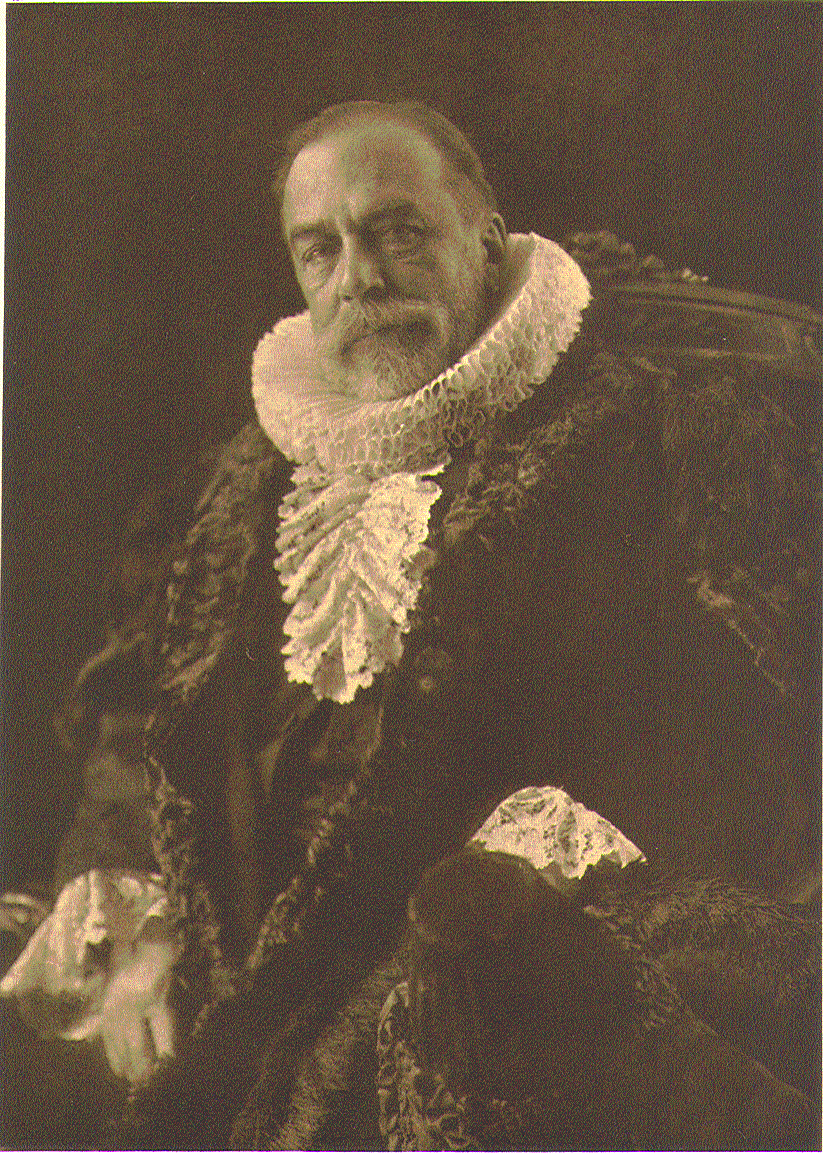
Gerhard Hachmann, 1905
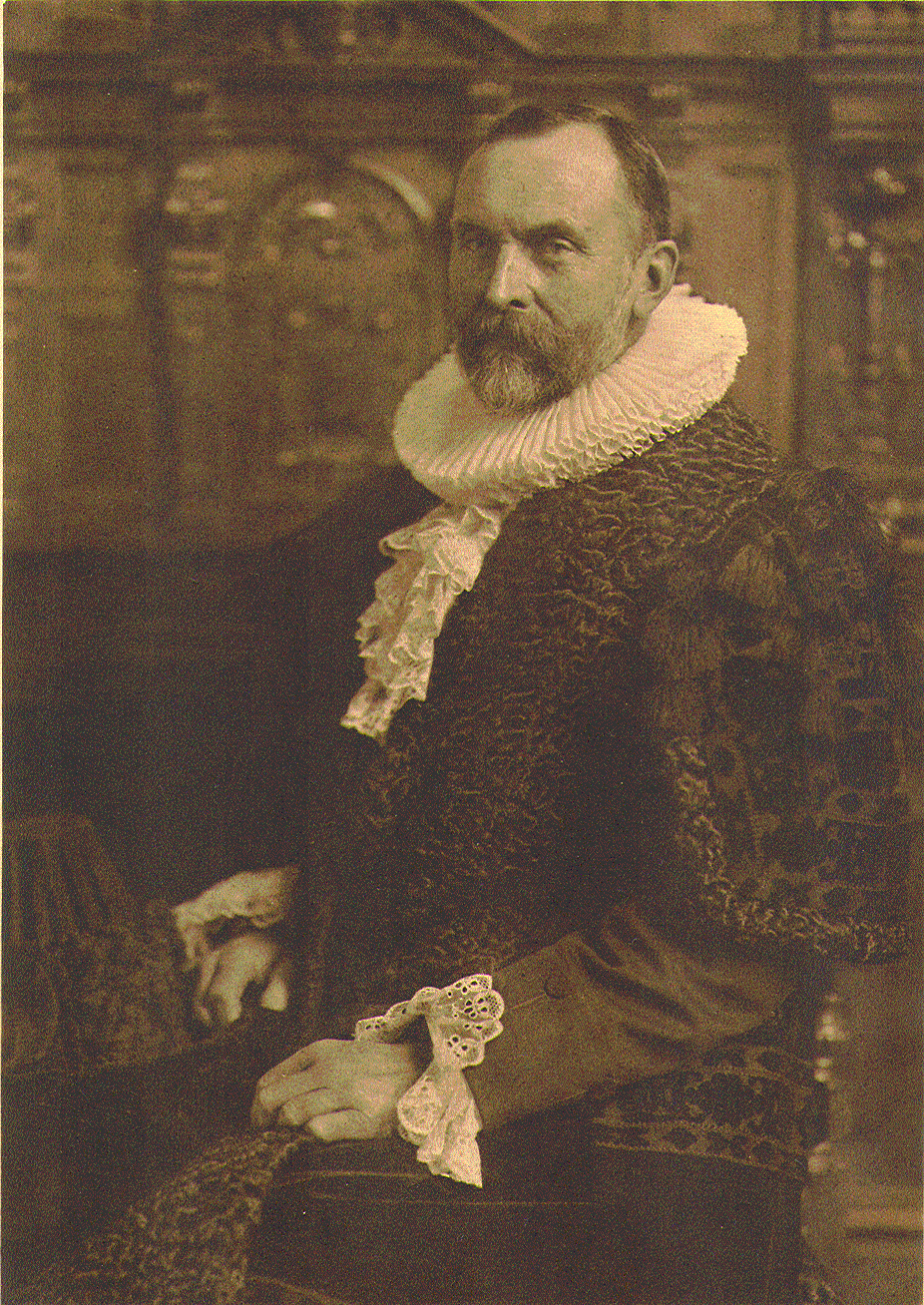
Gottfried Holthusen, 1904
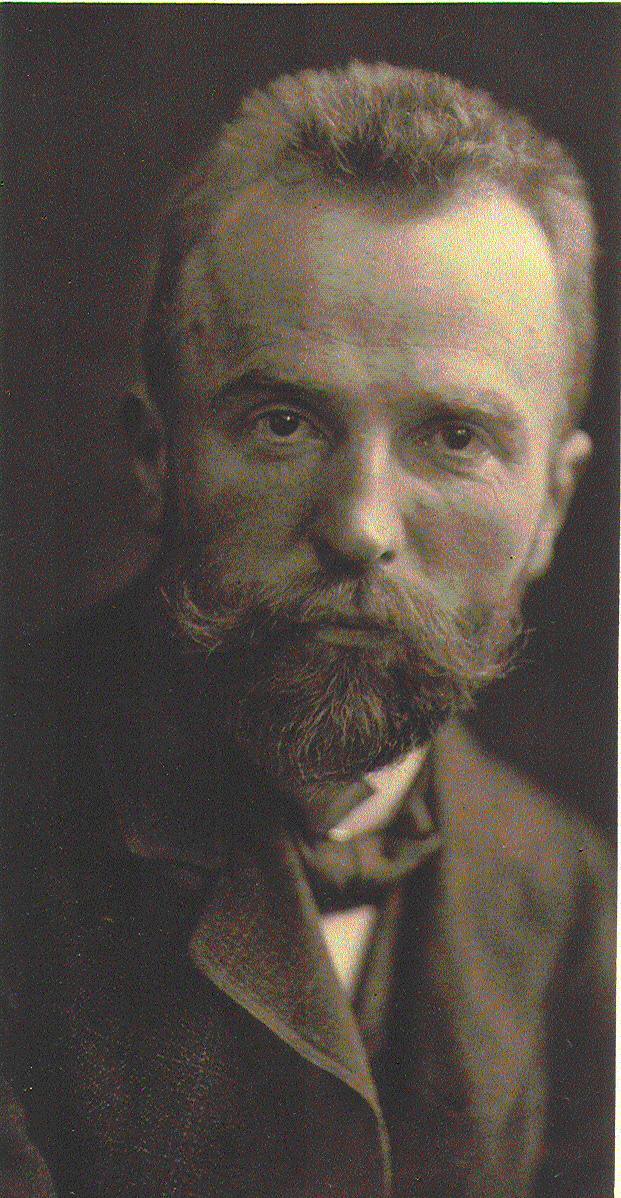
Arthur Illies, 1905
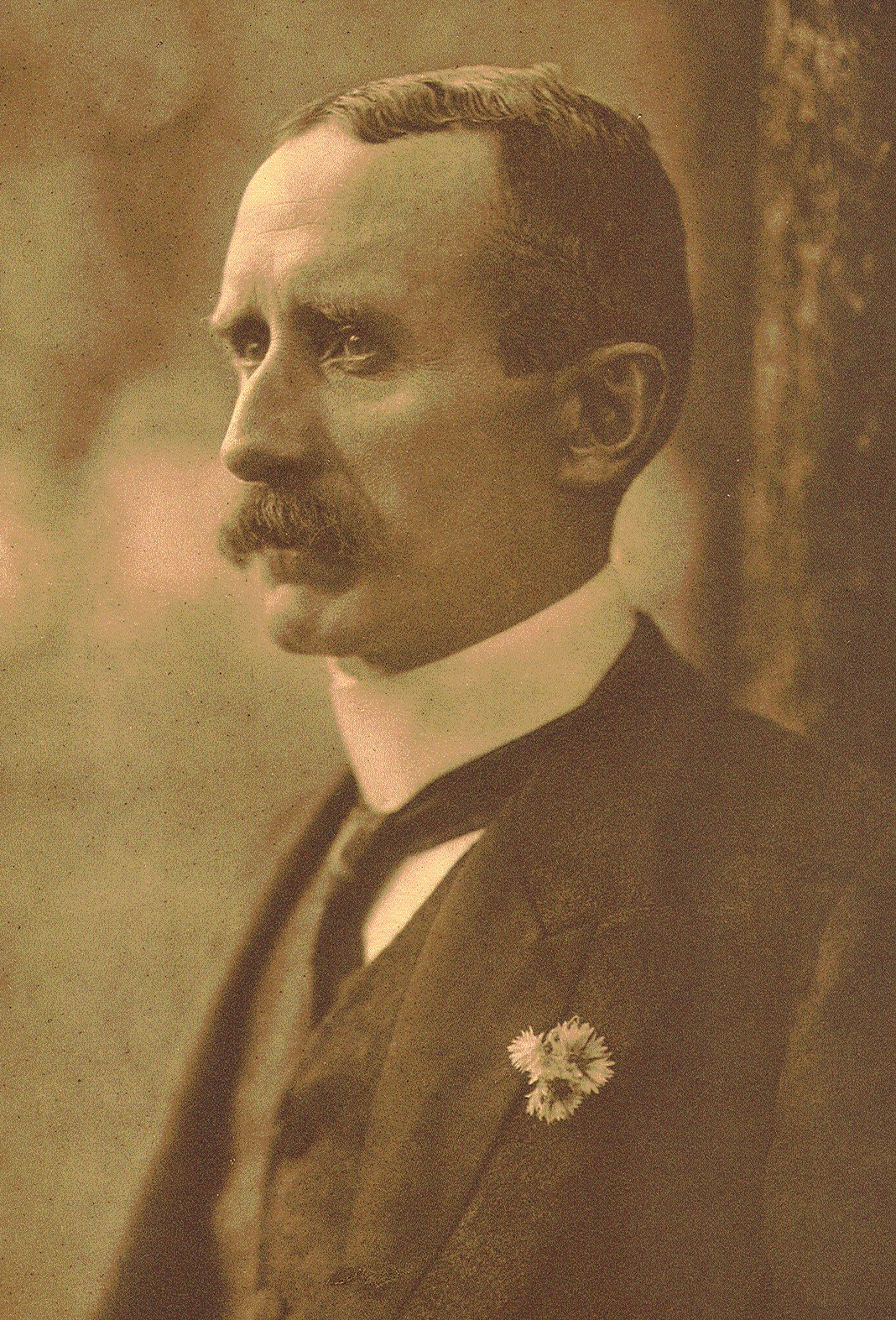
Richard C. Krogmann 1905
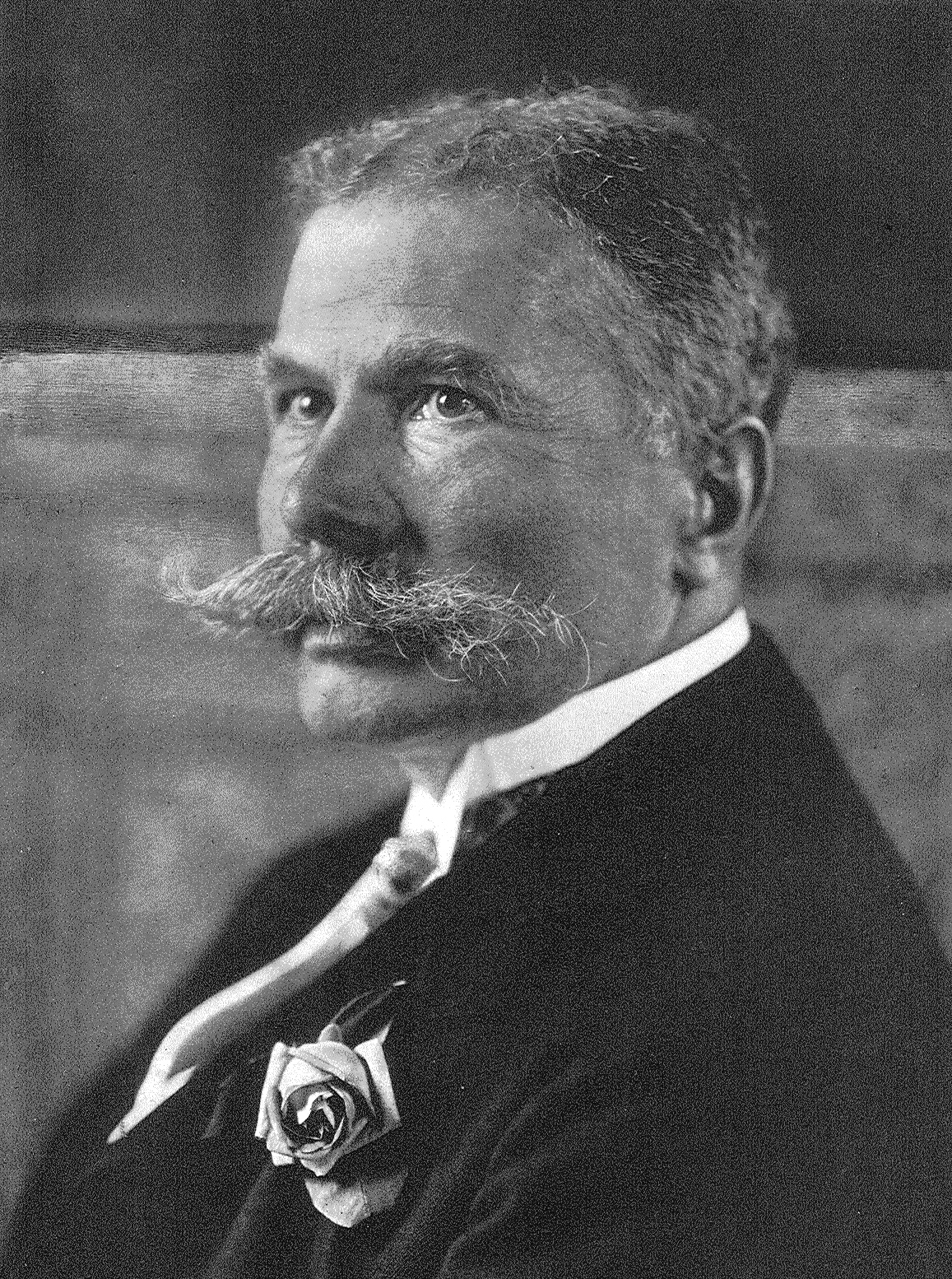
Hermann Kümmell, 1905
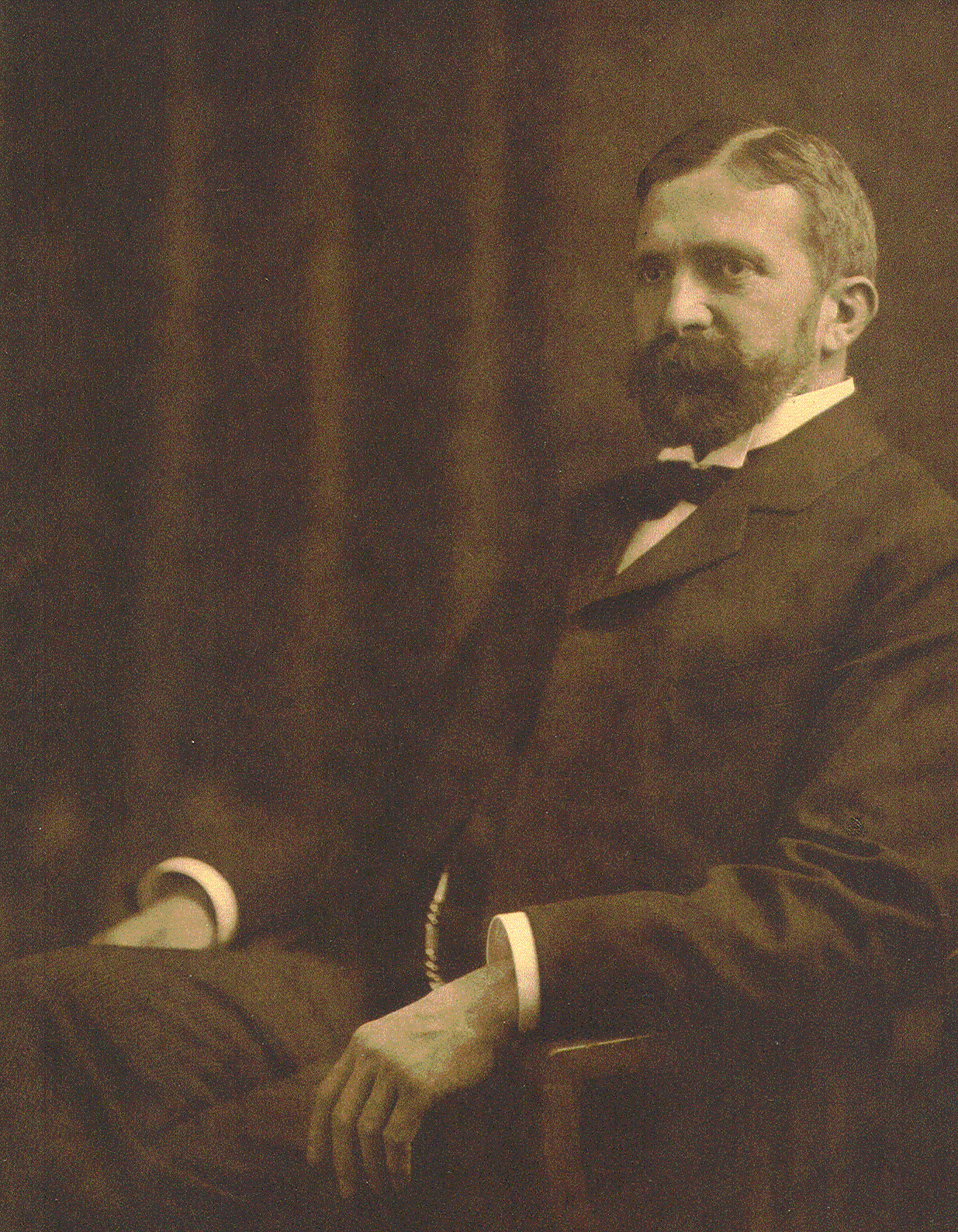
Hermann Lenhartz, 1905
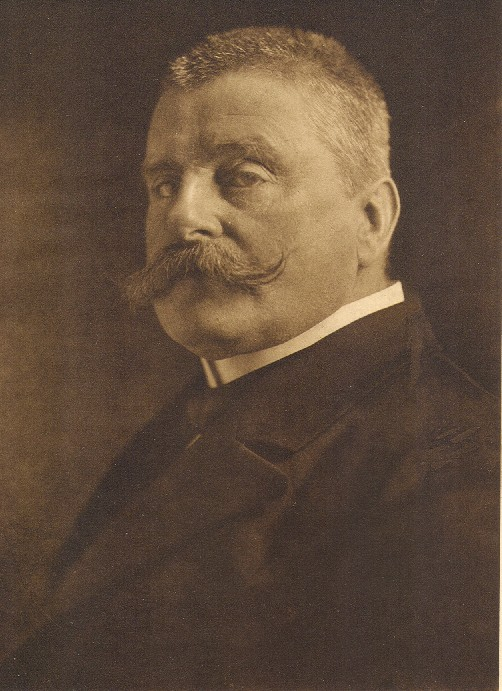
Detlev von Liliencron, 1905
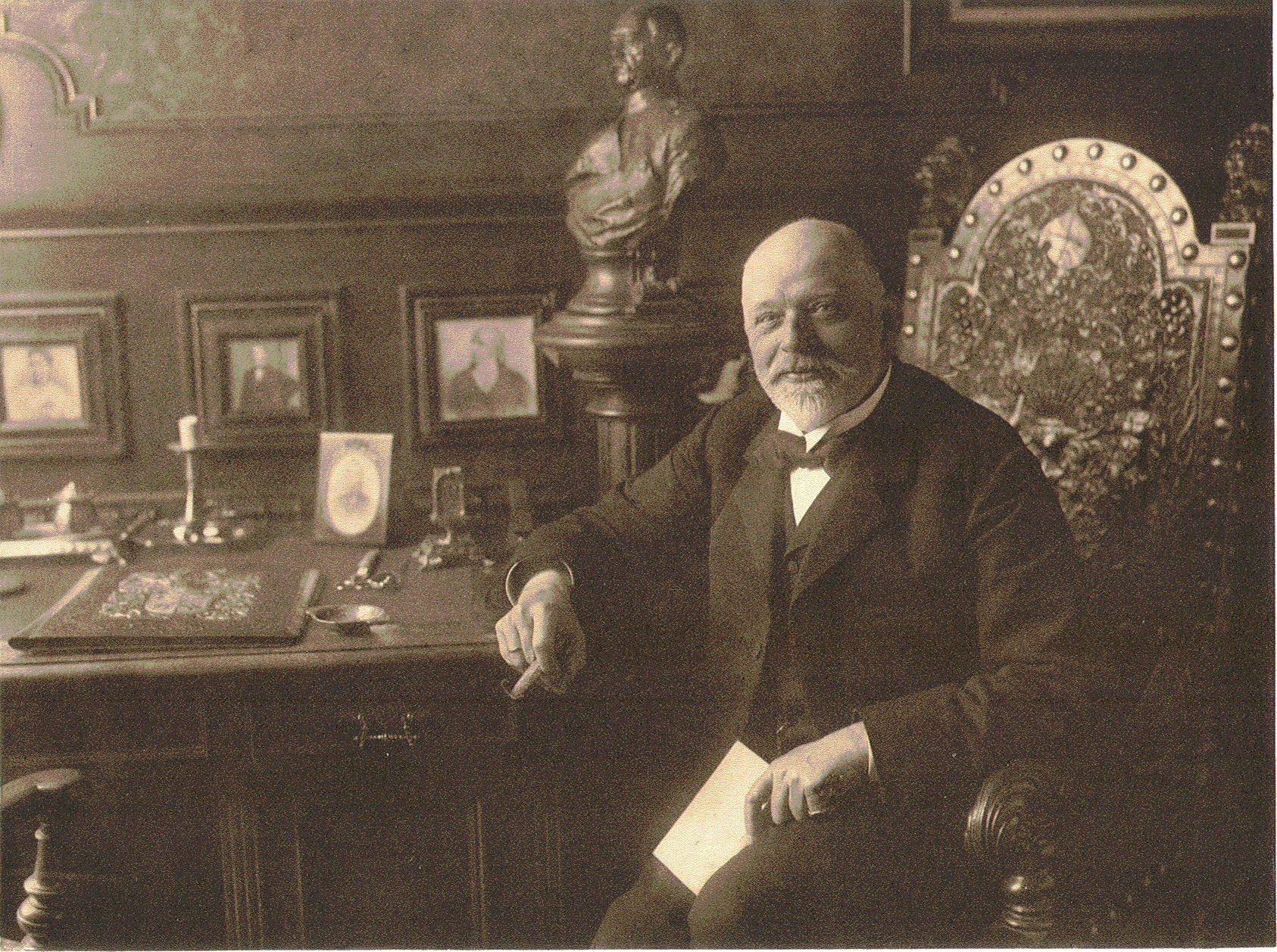
Arthur Lutteroth, 1905
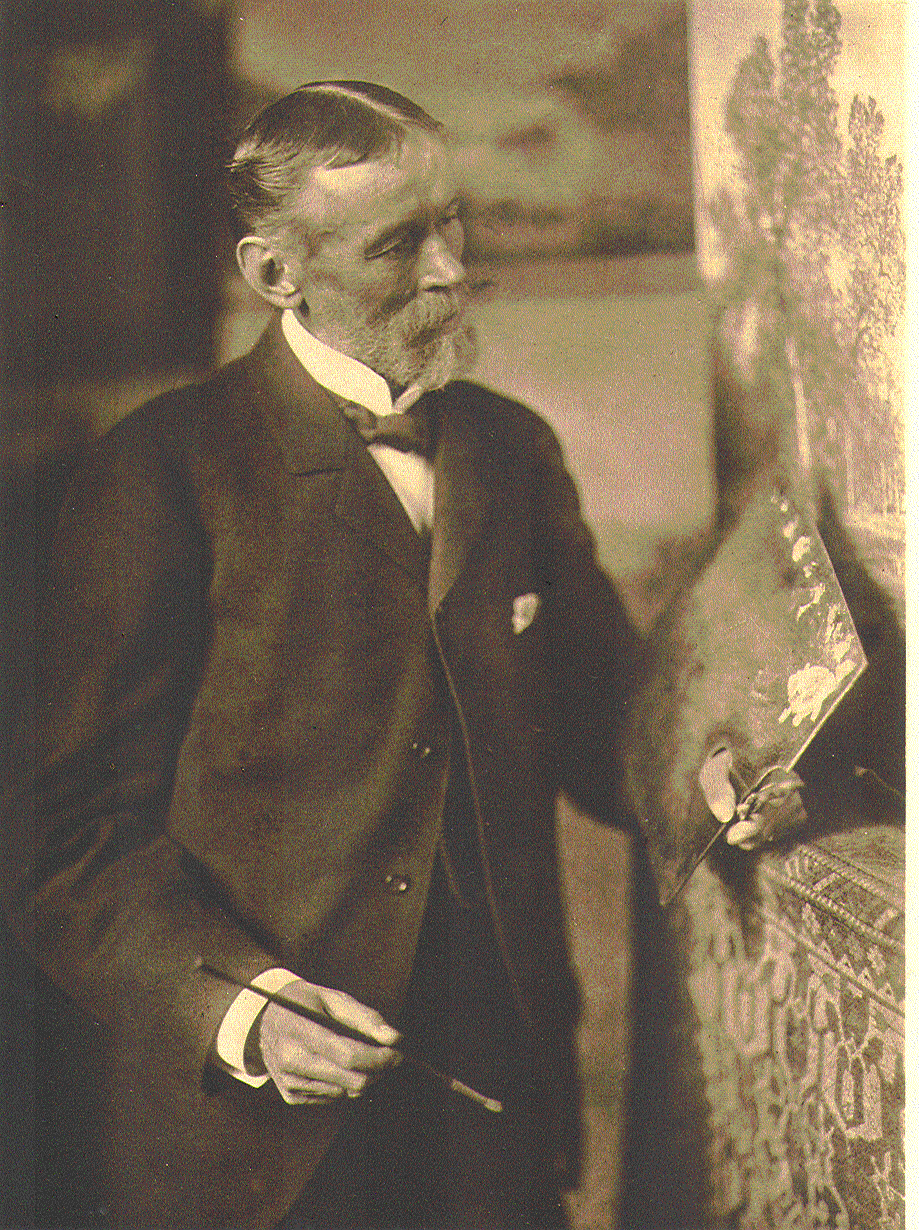
Ascan Lutteroth (malíř), 1905
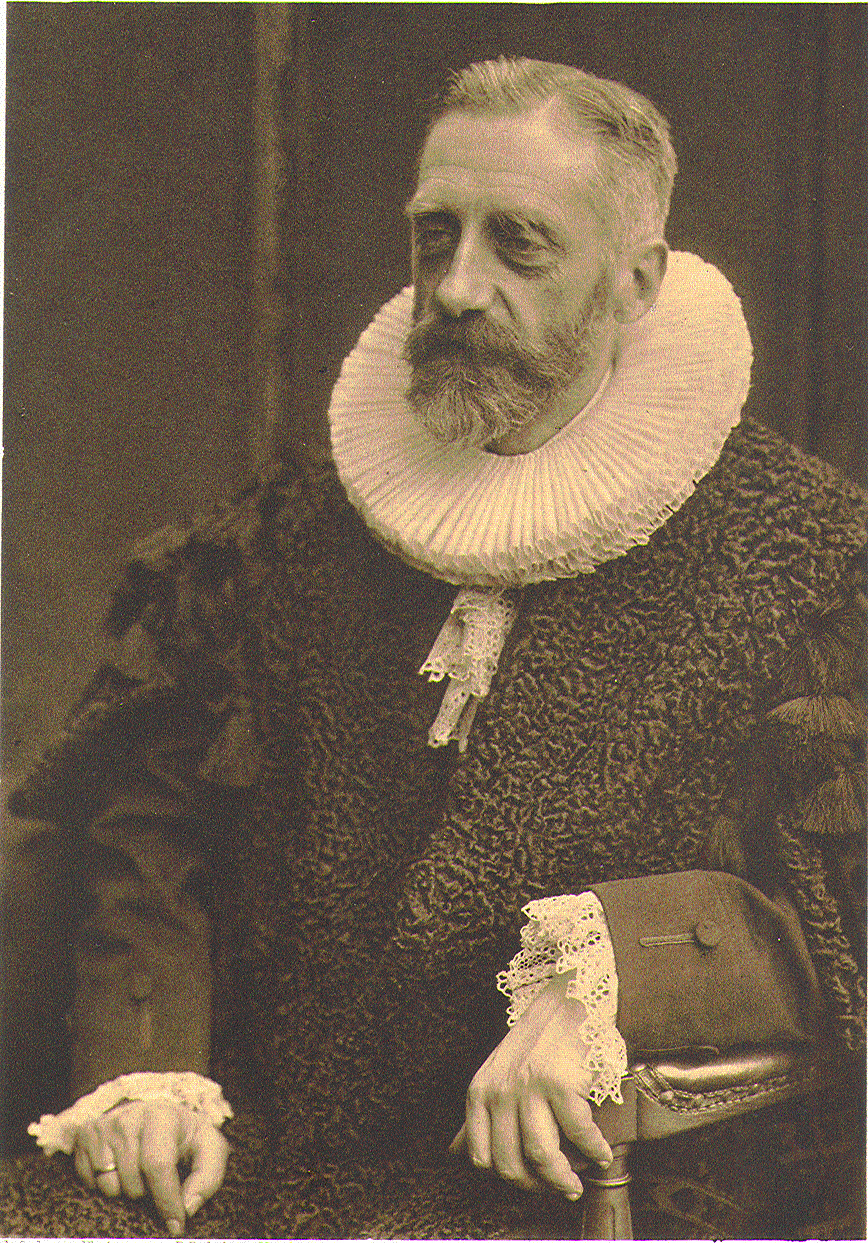
Werner von Melle, 1905
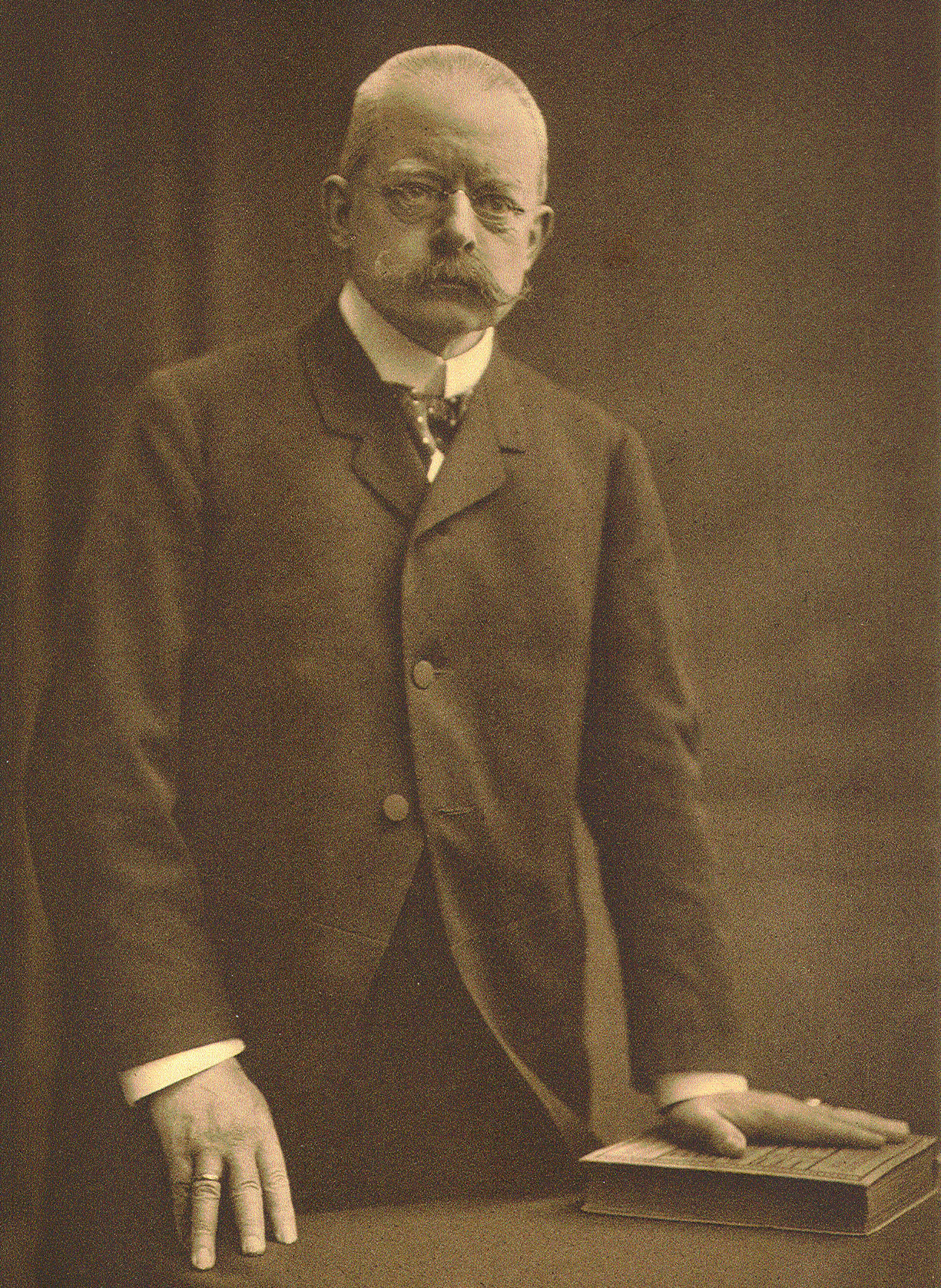
Heinrich Alfred Michahelles, 1905
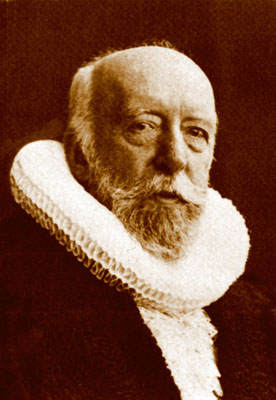
Johann Georg Mönckeberg (1839–1908), 1905
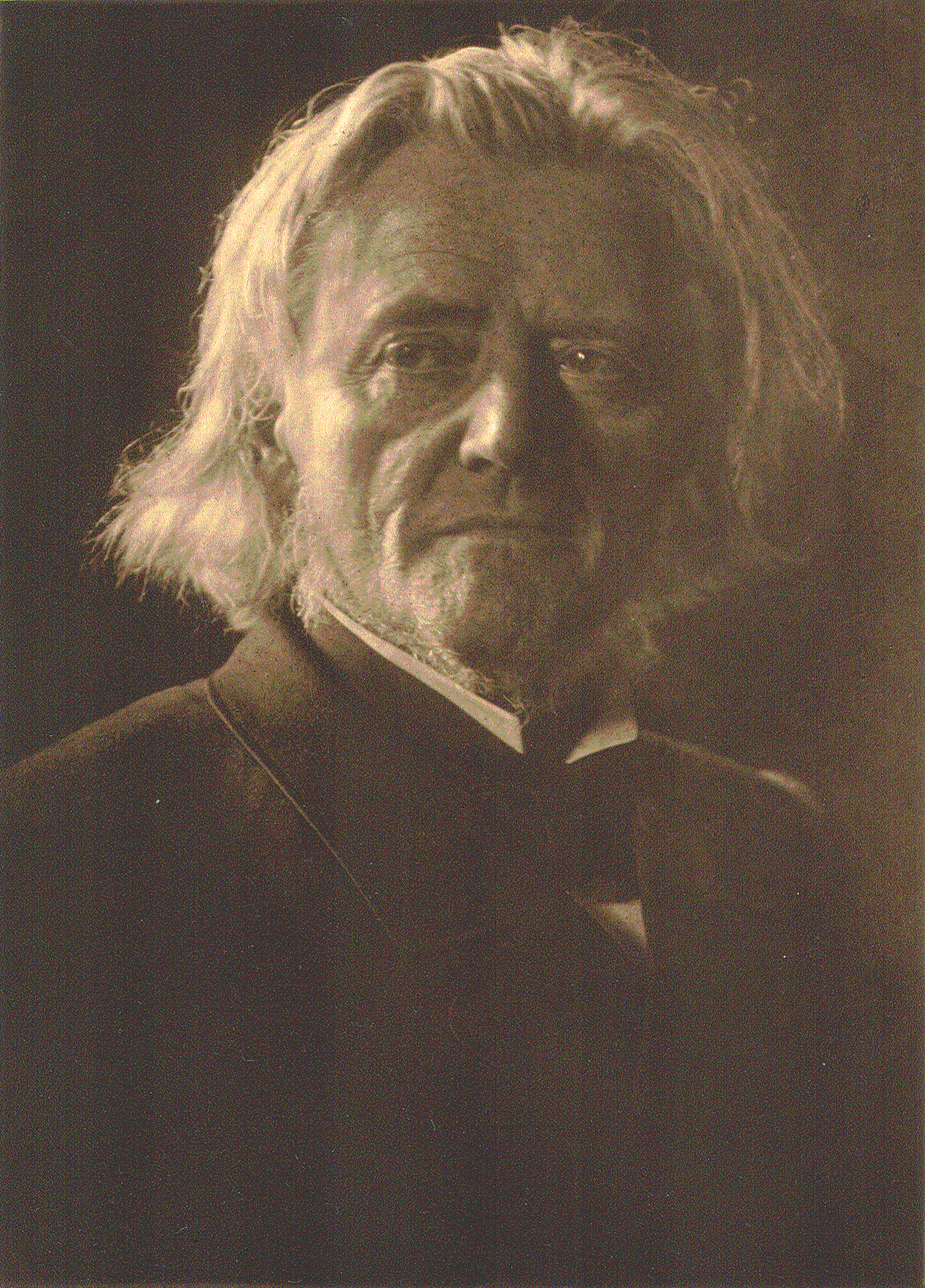
Georg von Neumayer, 1905
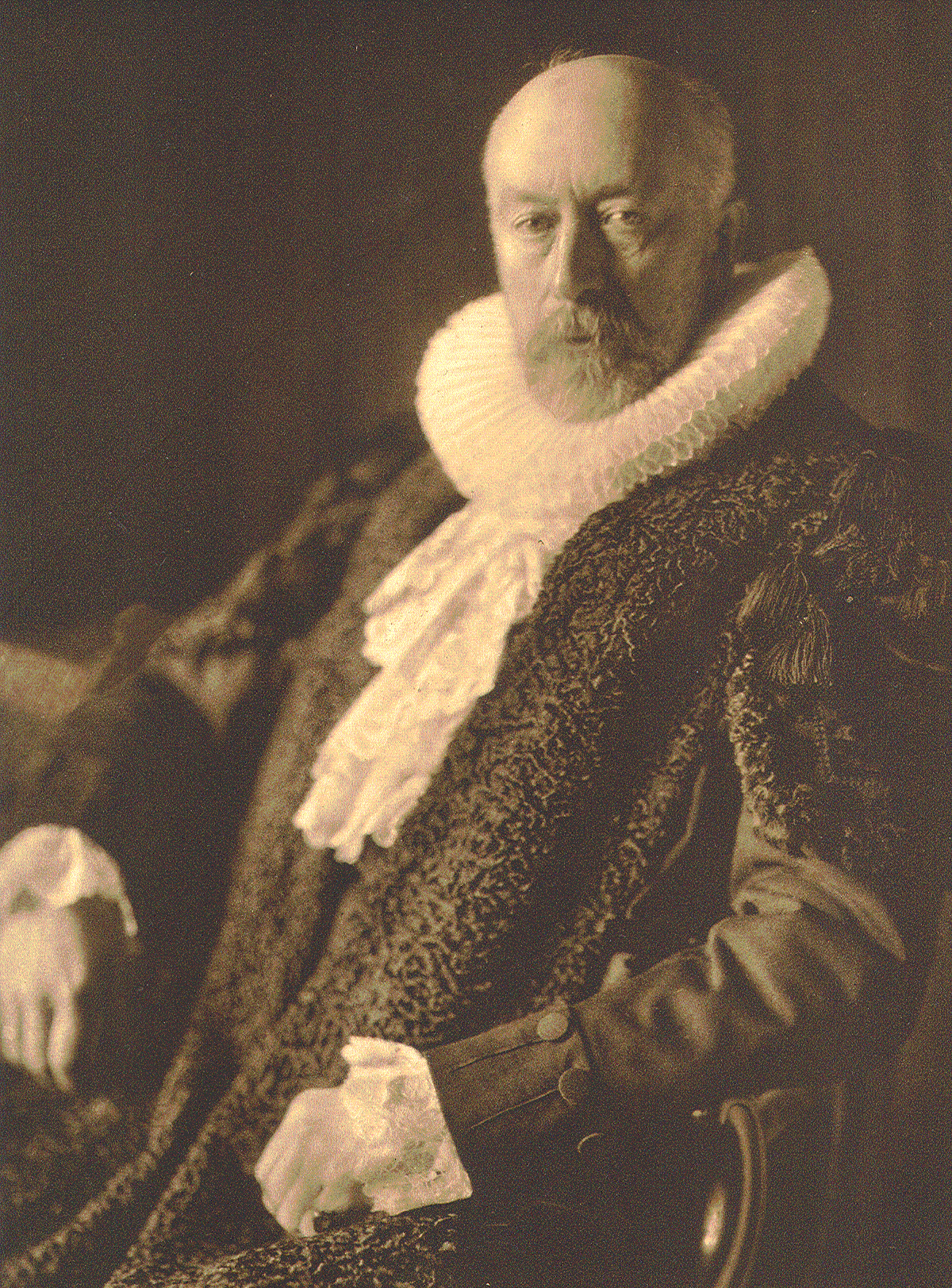
William Henry O’Swald, 1905
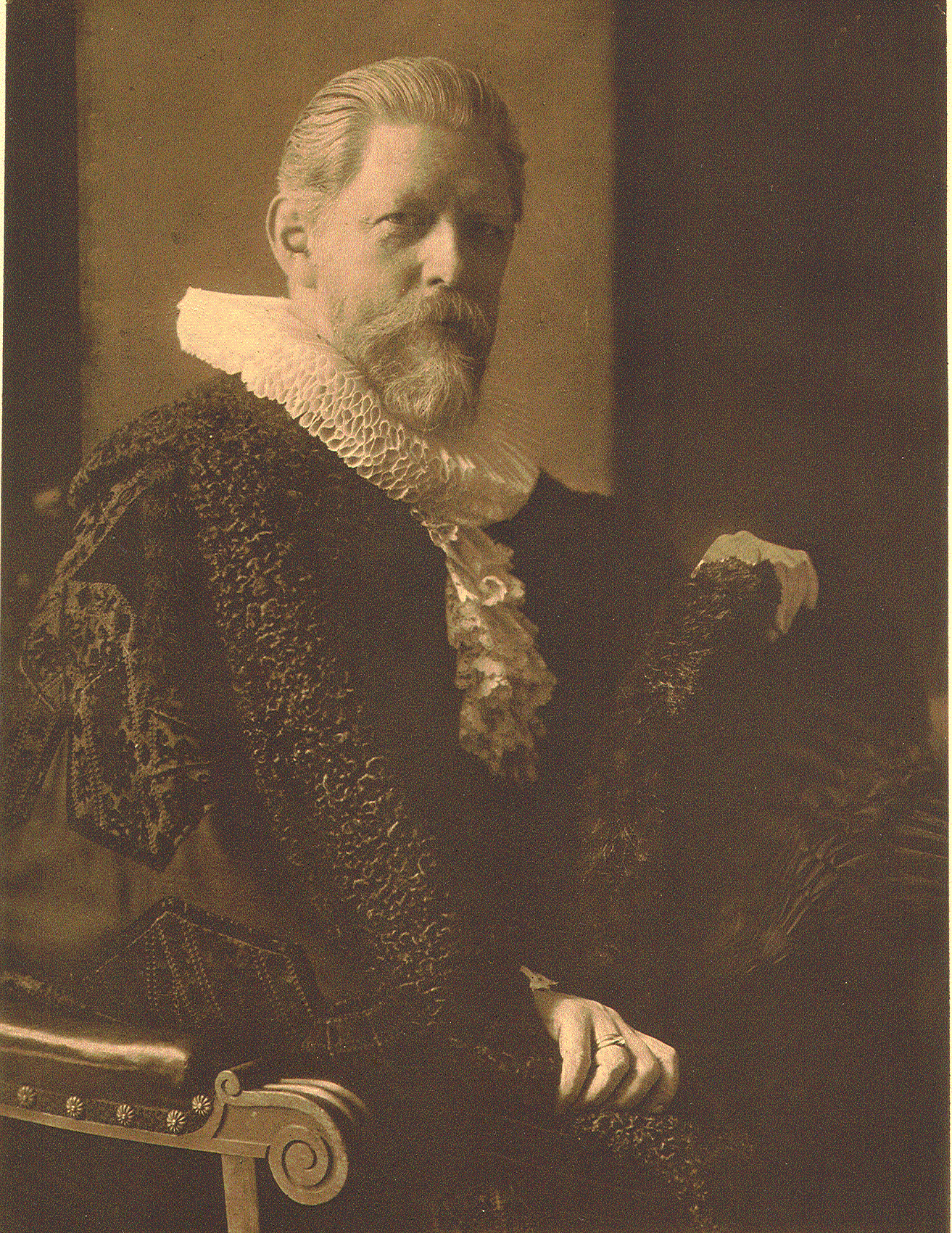
Hugo Roeloffs, 1905
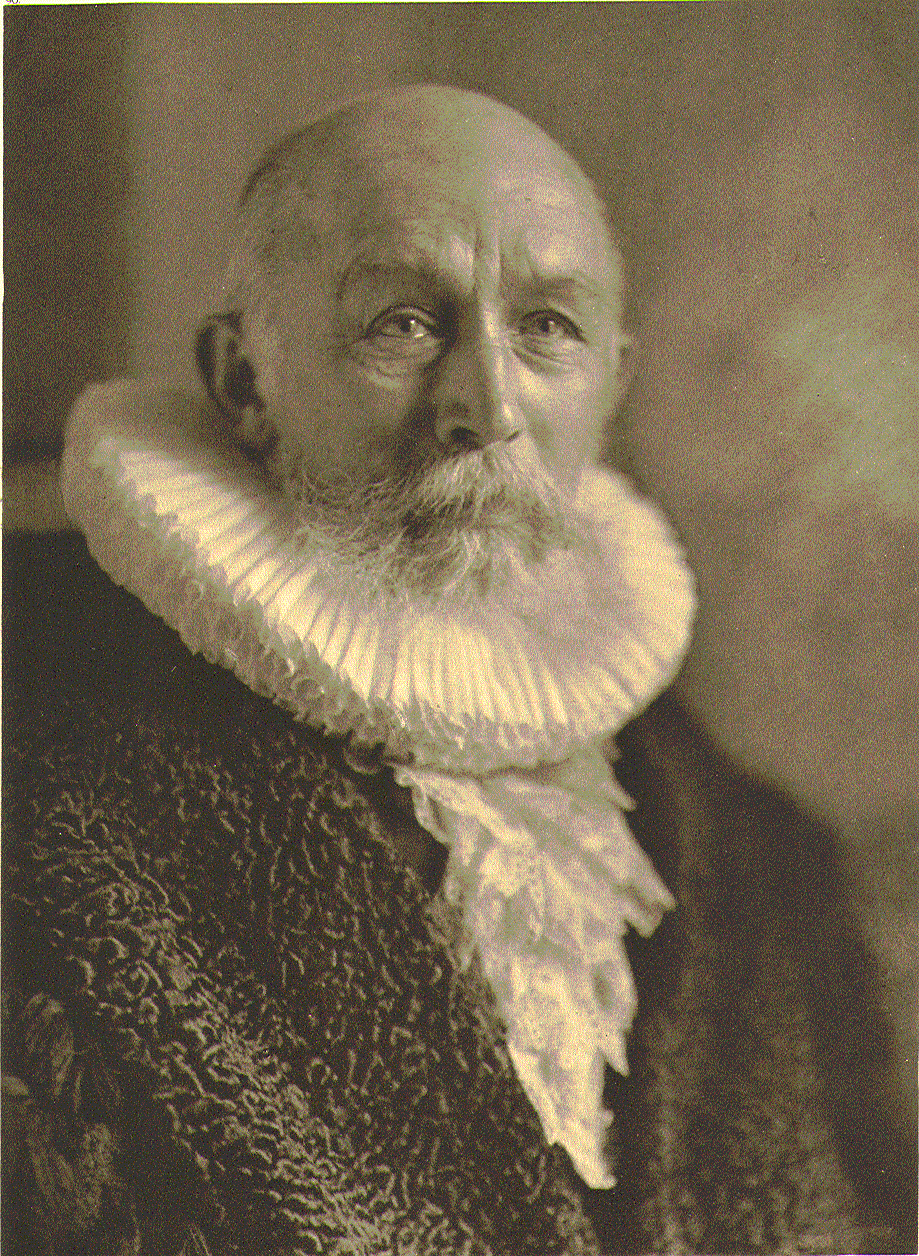
Rudolph Roosen, 1905
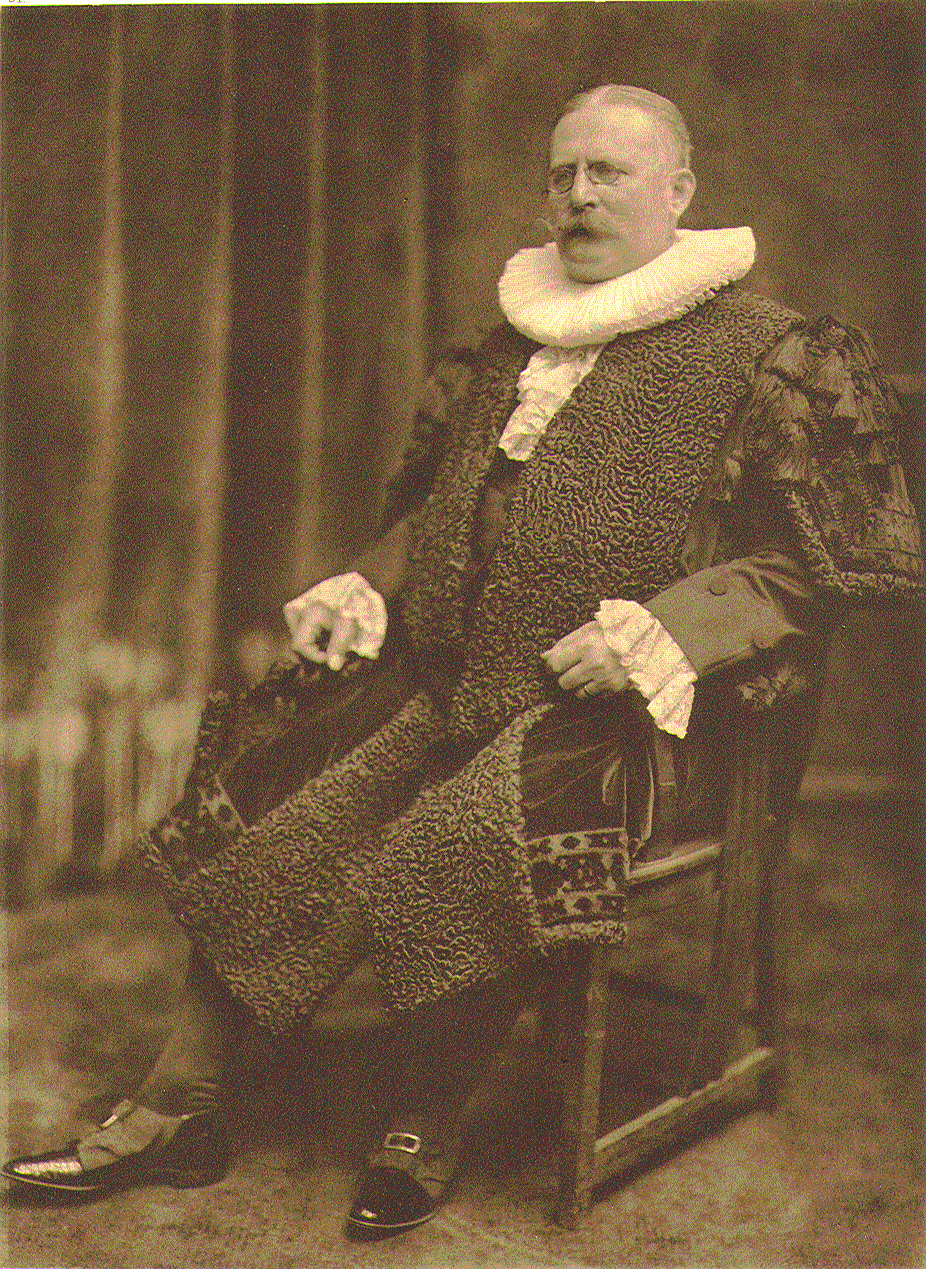
Heinrich Christian Sander, 1905
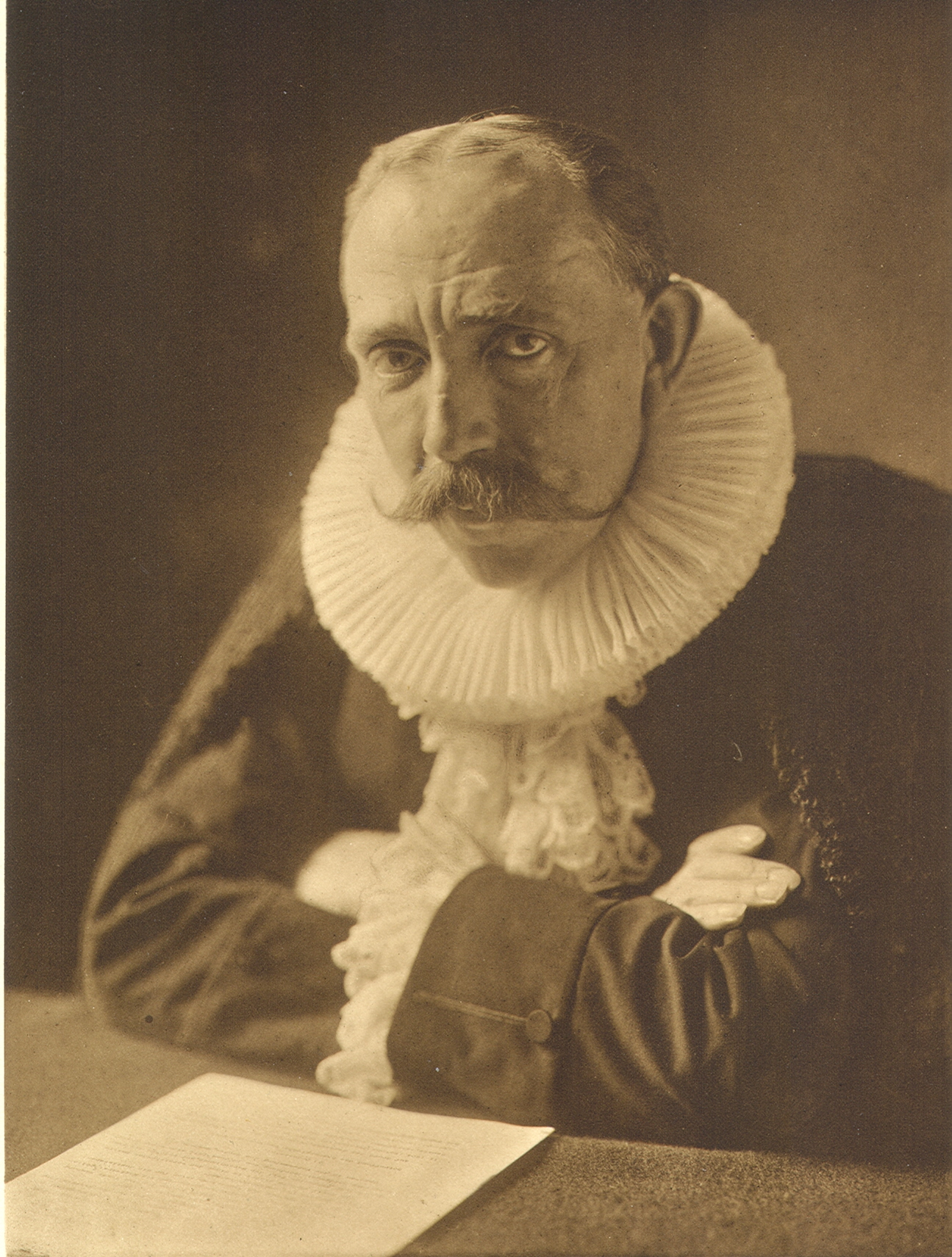
Bruno Louis Schaefer, 1905
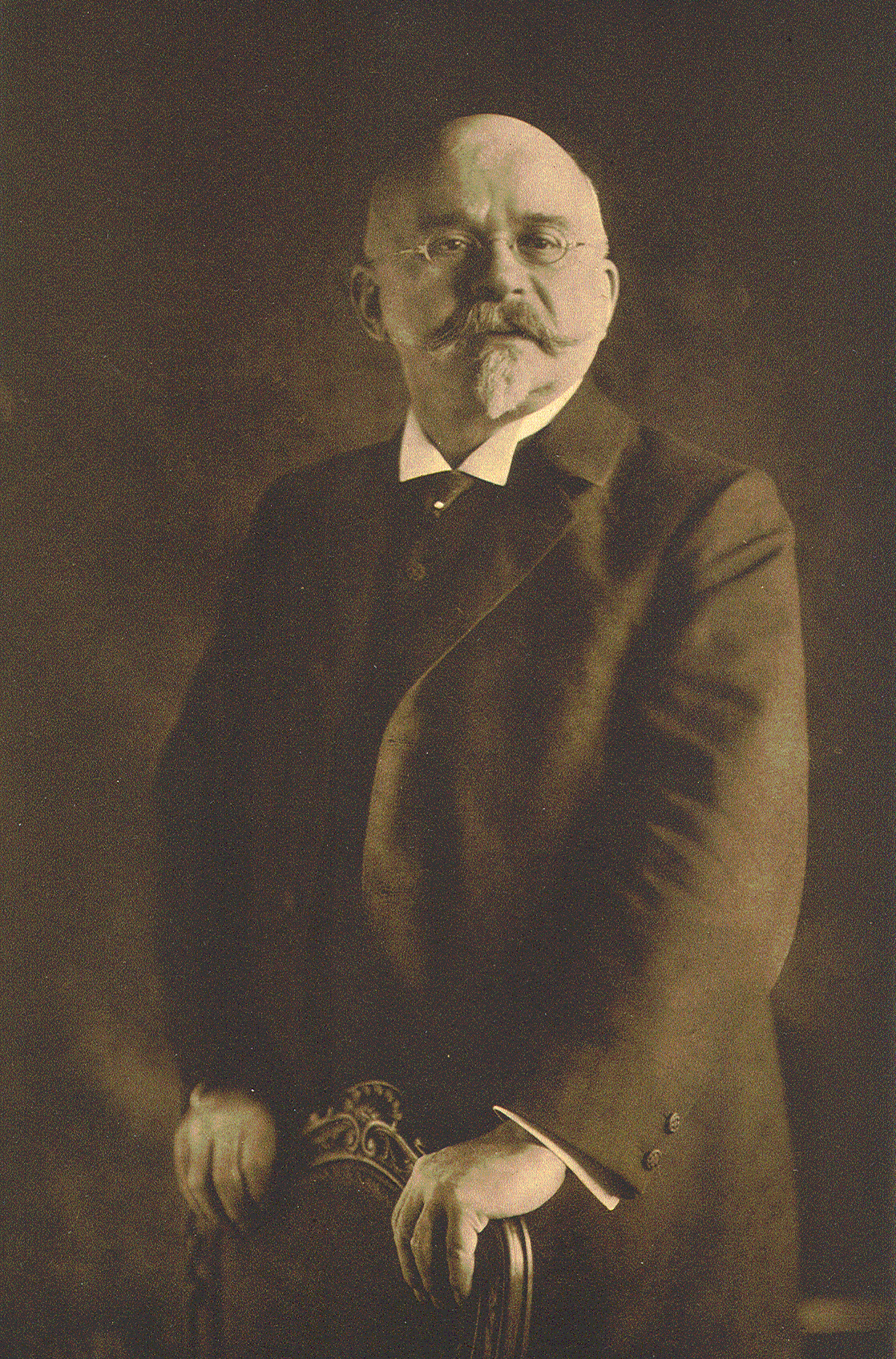
Julius Scharlach, 1905
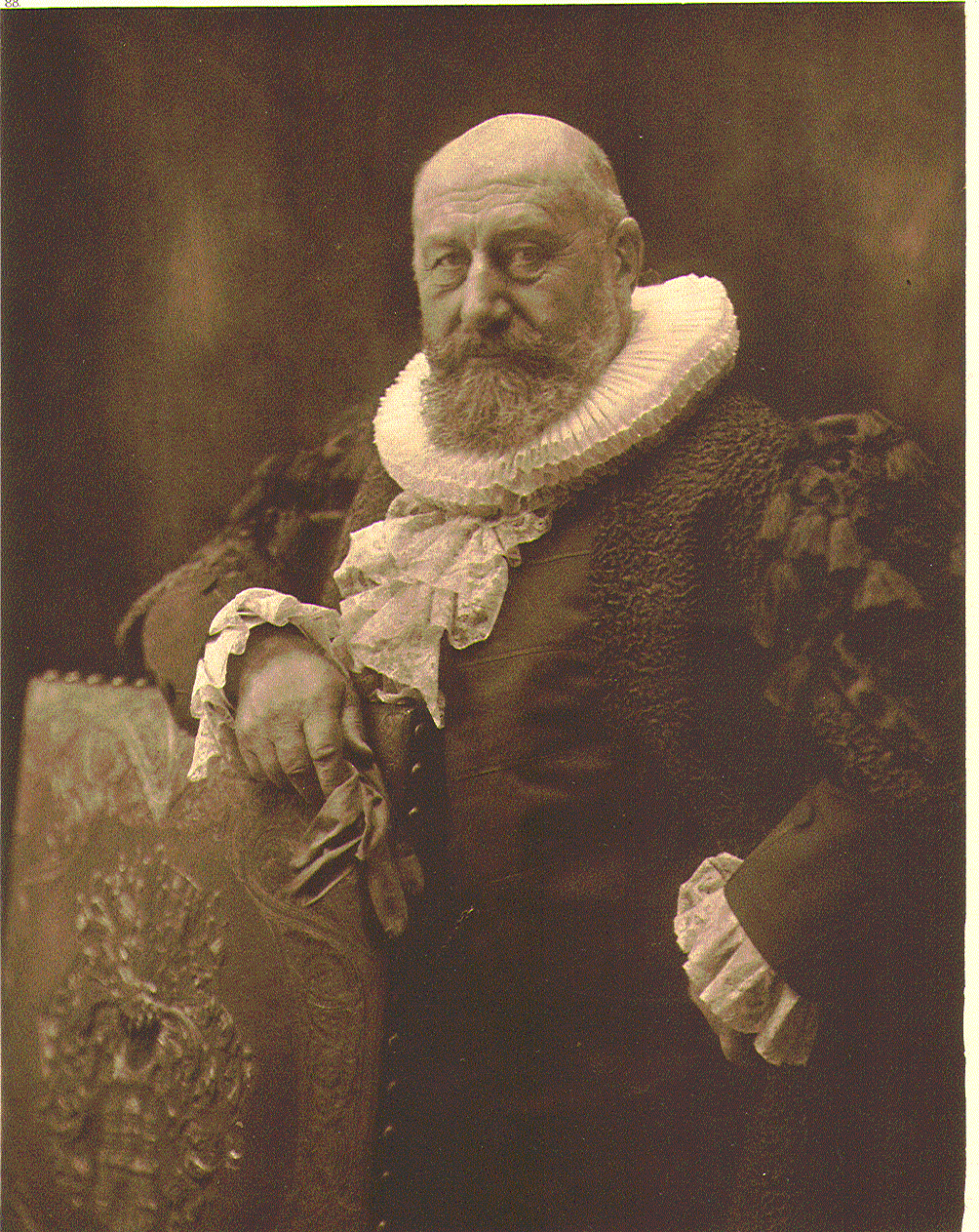
Hermann Schemmann, 1905
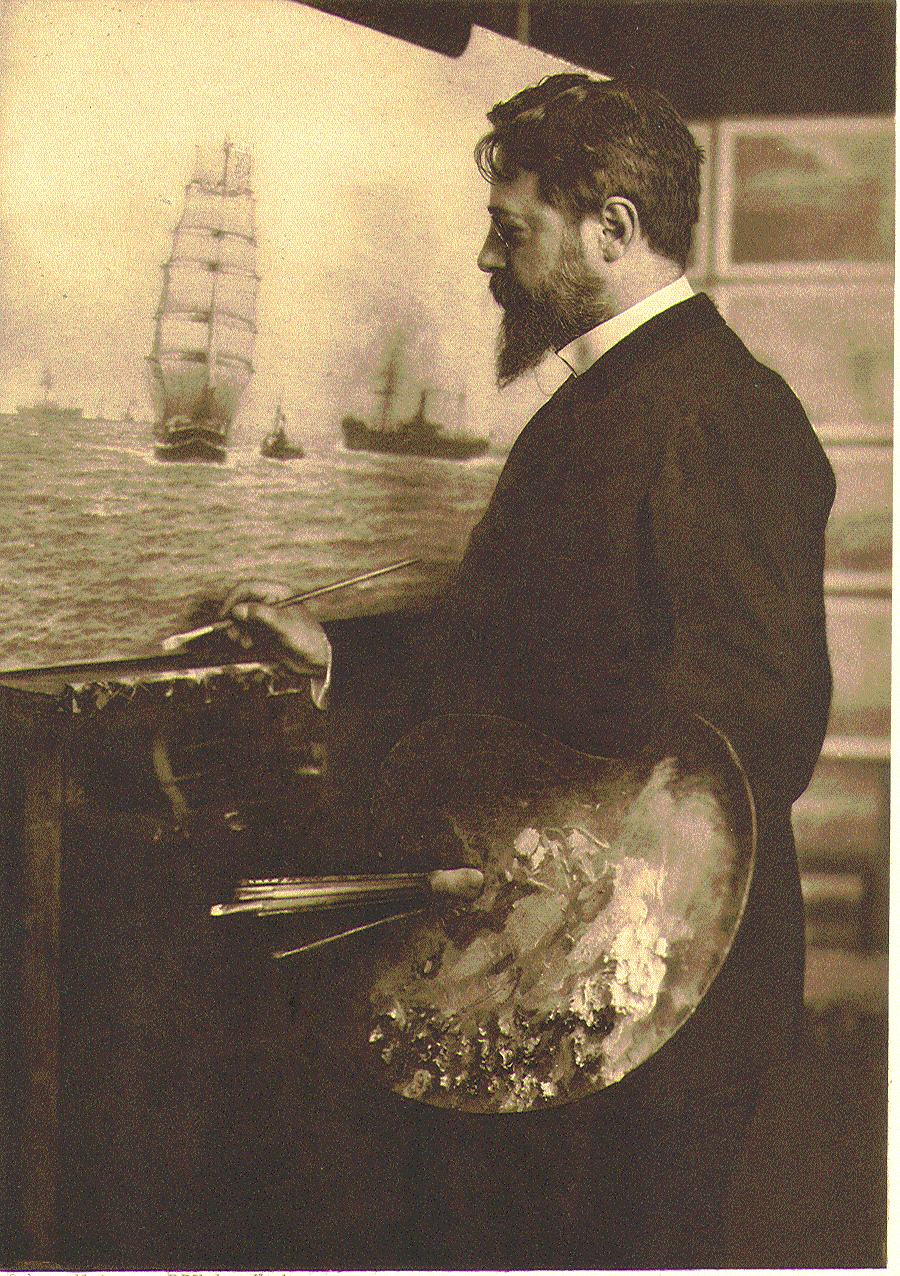
Hugo Schnars-Alquist, 1905
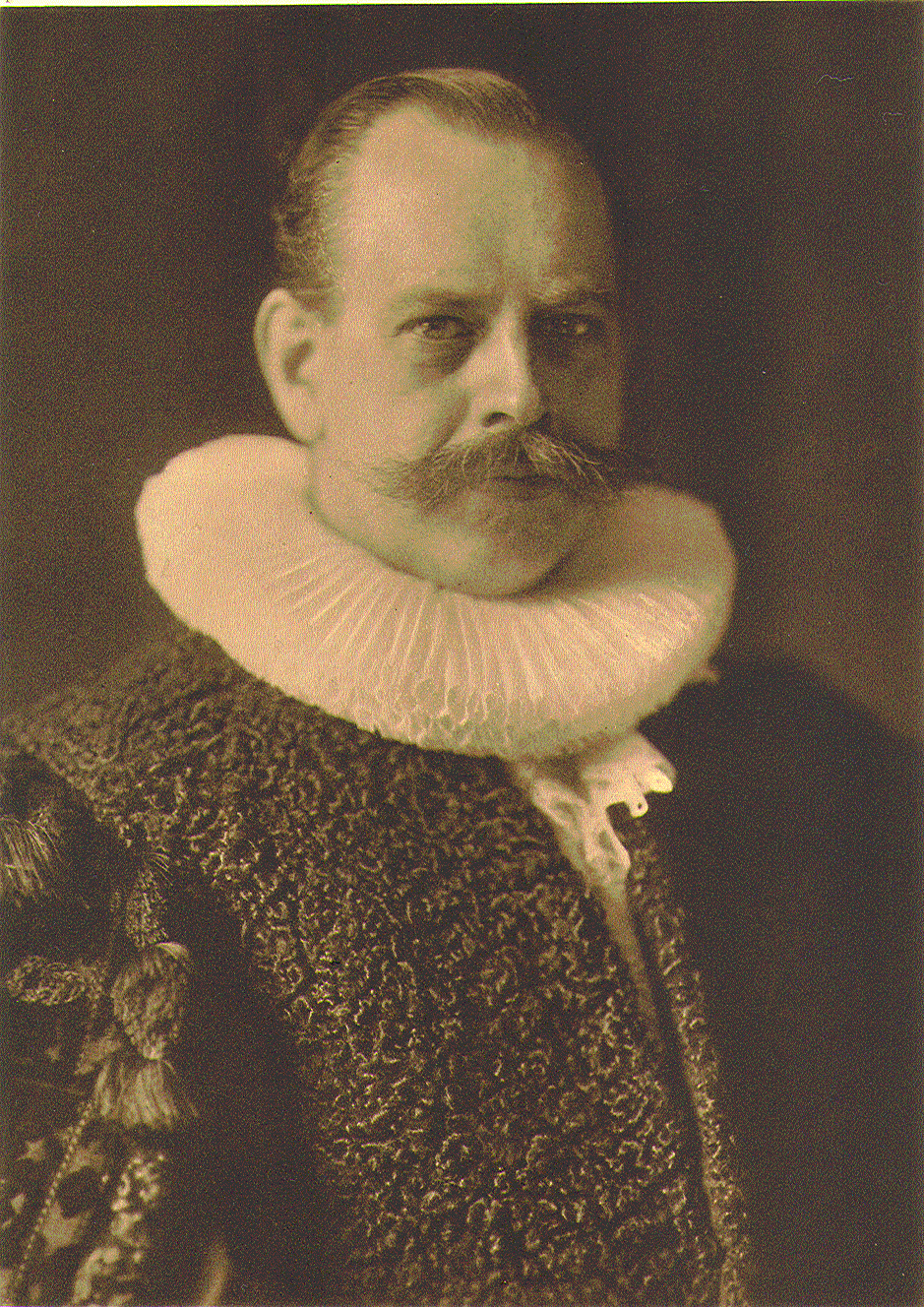
Carl August Schröder, 1905
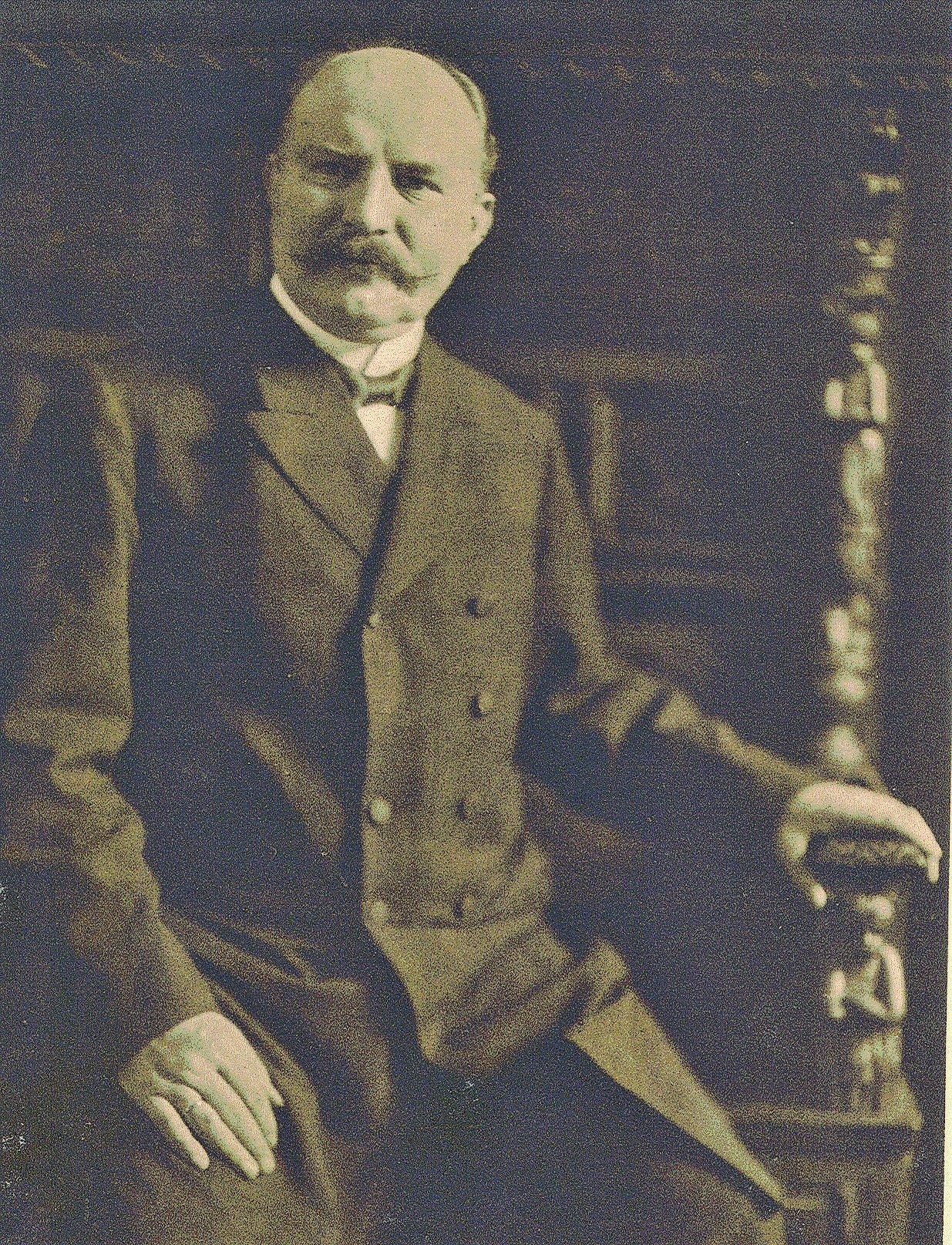
Johannes Semler, 1905

Sbírka fotografií rodiny Rudolfa Dührkoopa je uložena v Muzeu umění a řemesel v Hamburku. Několik také v norském Preus Museu.